# Thơ Ngây
Thơ Ngây (恶作剧之吻 - Ác tác kịch chi vẫn) là một bộ phim truyền hình Đài Loan với sự tham gia của hai ngôi sao thần tượng của Đài Loan thời điểm đó là Lâm Y Thần và Trịnh Nguyên Sướng. Phim là phiên bản Đài Loan chuyển thể từ bộ manga Itazura na Kiss của Tada Kaoru.
Phim được sản xuất bởi Comic Productions (可米國際影視事業股份有限公司) và đạo diễn bởi Cù Hữu Ninh. Từ tập 1 đến tập 10 của manga Itazura na Kiss được sản xuất thành Thơ Ngây 1, với 1.2 triệu đô la tiền bản quyền cho mỗi tập truyện manga được chuyển thể.
Thơ Ngây 1 được phát sóng miễn phí trên Đài Truyền hình CTV ở Đài Loan từ ngày 25 tháng 9 năm 2005 đến ngày 12 tháng 2 năm 2006, vào lúc 22:00 đến 23:30 Chủ nhật hàng tuần và được phát sóng trên chương trình truyền hình cáp Gala Television (GTV) Variety Show / CH 28 (tám chính toàn diện Đài Loan) ngày 31 tháng 9 năm 2005 đến ngày 18 tháng 2 năm 2006, thứ Bảy hàng tuần từ 21:30 đến 23:00. Thơ Ngây 1 (It Started With A Kiss) cũng được phát sóng trên Truyền hình KIKU của Hawaii vào Thứ bảy hàng tuần vào lúc 6:00 cuối năm 2006.
Do rating tốt nên công ty sản xuất đã sắp xếp quay phần tiếp theo và tiếp tục chuyển thể các tập 11 đến 23 của nguyên tác. Từ tập 11 đến tập 23 của manga Itazura na Kiss được sản xuất thành Thơ Ngây 2 (do hai công ty Comic Productions 可米國際影視 và Oxygen Power 氧氣電 cùng hợp tác sản xuất), với 1.2 triệu đô la (tương đương 2 triệu Đài tệ) tiền bản quyền cho mỗi tập truyện manga được chuyển thể. Trịnh Nguyên Sướng, Lâm Y Thần và Uông Đông Thành tiếp tục tham gia Thơ Ngây 2.
Thơ Ngây 2 được phát sóng miễn phí trên Đài Truyền hình CTV ở Đài Loan từ ngày 16 tháng 12 năm 2007 đến ngày 27 tháng 4 năm 2008, vào lúc 22:00 đến 23:30 Chủ nhật hàng tuần và được phát sóng trên chương trình truyền hình cáp Gala Television (GTV) Variety Show / CH 28 (tám chính toàn diện Đài Loan) ngày 22 tháng 12 năm 2007 đến ngày 3 tháng 5 năm 2008, thứ Bảy hàng tuần từ 21:30 đến 23:00.
Thơ Ngây 1 (It Started with a Kiss) đã thành công rực rỡ, cùng với phần tiếp theo của nó là Thơ Ngây 2 (They Kiss Again), ở cả trong nước và quốc tế, được đánh giá là chân thực nhất và là một trong những chuyển thể thành công nhất của manga. Do bộ phim truyền hình và các diễn viên, Trịnh Nguyên Sướng và Lâm Y Thần đã cùng nhau diễn xuất trong 3 bộ phim truyền hình thành công liên tiếp.
Thơ Ngây 1 (It Started With A Kiss) là bản chuyển thể truyền hình live-action thứ hai sau bản chuyển thể của Nhật Bản cũng có tên Itazura na Kiss và tiếp theo là phần tiếp theo của nó Thơ Ngây 2 (They Kiss Again) (bản chuyển thể truyền hình live-action thứ ba sau bản chuyển thể của Nhật Bản cũng có tên Itazura na Kiss) vào năm 2007 và bản chuyển thể của Hàn Quốc Playful Kiss vào năm 2010 được phát sóng trên đài MBC.

## Nội dung

### Phần 1: It Started With A Kiss (2005 - 2006)
Từ tập 1 đến tập 10 của manga Itazura na Kiss được sản xuất thành Thơ Ngây 1 (It Started with a Kiss), với 1.2 triệu đô la tiền bản quyền cho mỗi tập truyện manga được chuyển thể.
Viên Tương Cầm (Lâm Y Thần thủ vai) là một nữ sinh trung học ngốc nghếch, hậu đậu, học cực kì dốt. Cô luôn luôn học lớp F, từ tiểu học đến đại học đều mang danh lớp F. Nhưng Tương Cầm lại luôn lạc quan, vui vẻ, tốt bụng, chân thành và đáng yêu. Kể từ khi gặp Giang Trực Thụ (Trịnh Nguyên Sướng thủ vai) ở buổi huấn luyện tân sinh, cô đã yêu anh, một thiên tài có IQ 200, luôn học lớp A, cái gì cũng giỏi từ thể thao đến học hành nhưng anh chàng lại rất lạnh lùng và đặc biệt ghét những cô nàng ngốc nghếch. Sau 2 năm yêu thầm, Viên Tương Cầm quyết định tỏ tình với Giang Trực Thụ bằng một bức thư. Giang Trực Thụ hoàn toàn không để ý đến bức thư của cô, và Viên Tương Cầm đã ngã gục trước toàn trường.
Chiều hôm ấy, ngôi nhà mới của Viên Tương Cầm và bố bị sập trong một trận động đất nhỏ. Họ bất đắc dĩ phải trở thành người vô gia cư vì đã không mua bảo hiểm từ trước. May mắn thay, người bạn học cũ của cha cô đã mời cả hai người đến sống tại nhà của mình. Thật không ngờ rằng đó lại là nhà của Giang Trực Thụ.
Do biến cố bất ngờ này, Viên Tương Cầm và Giang Trực Thụ phải sống chung dưới một mái nhà. Mẹ của Giang Trực Thụ luôn muốn hai người thành một cặp nên đã dụ dỗ Giang Trực Thụ dạy kèm cho Viên Tương Cầm và còn chụp rất nhiều ảnh của hai người. Tuy nhiên, Giang Trực Thụ vẫn đối xử rất lạnh lùng với Viên Tương Cầm, coi cô là người ngốc nhất mà anh từng gặp và không cho phép cô trò chuyện với anh ở trường.
Tiến triển theo mạch phim, Giang Trực Thụ dần dần nảy sinh tình cảm với Viên Tương Cầm khi họ cùng nhau trải qua những giằng co với các tình địch như A Kim (Uông Đông Thành thủ vai), Bùi Tử Du (Hứa Vỹ Ninh thủ vai), Bạch Huệ Lan (Bạch Hâm Huệ thủ vai), Bùi Tử Kỳ (Tạ Hân Dĩnh thủ vai), Trương Võ Nhân (Thiệu Tường thủ vai), với tương lai và với mối quan hệ của hai người.

### Phần 2: They Kiss Again (2007 - 2008)
Từ tập 11 đến tập 23 của manga Itazura na Kiss được sản xuất thành Thơ Ngây 2 (They Kiss Again), với 1.2 triệu đô la tiền bản quyền cho mỗi tập truyện manga được chuyển thể.
Thơ Ngây 1 kết thúc bằng việc cặp đôi kỳ lạ Giang Trực Thụ (Trịnh Nguyên Sướng) và Viên Tương Cầm (Lâm Y Thần) kết hôn theo phong cách hài hước đặc trưng và phần tiếp theo bắt đầu câu chuyện với tuần trăng mật và cuộc sống hôn nhân của họ. Phần hai Thơ ngây bắt đầu từ tập mười một theo nguyên tác truyện tranh Nhật Bản, nội dung kể về cuộc sống của hai nhân vật chính Giang Trực Thụ và Viên Tương Cầm sau hôn nhân. Các vai chính vẫn không thay đổi so với Thơ Ngây 1, nhưng các diễn viên như Đường Vũ Triết, Ngũ Hùng (Thái Nghi Trân) và Tăng Thiếu Tông đã được thêm vào so với nguyên tác.
Giang Trực Thụ và Viên Tương Cầm có những khoảnh khắc mặn nồng ở những ngày đầu của hôn nhân. Nội dung sẽ cho thấy Viên Tương Cầm học hỏi vai trò làm vợ như thế nào, đồng thời cũng khiến cho Viên Tương Cầm biết được ý nghĩa thực sự của tình yêu, đó là kết hợp tình yêu của hai người để giúp đỡ nhiều người hơn. Sau đó Giang Trực Thụ trải qua quá trình học tập tại trường Y, rồi lên đường thi hành nghĩa vụ quân sự và cuối cùng tốt nghiệp, trở thành bác sĩ.
Viên Tương Cầm vẫn giỏi giang hơn bao giờ hết, tạo ra nhiều tình huống hài hước khi cô học được những điều kiện làm vợ. Vì muốn tự bản thân tạo ra thu nhập, Viên Tương Cầm học ngành giáo viên, thực tập giáo viên một thời gian. Sau đó vì bị các học sinh (trong đó có Giang Dụ Thụ - em trai của Giang Trực Thụ) gây khó dễ nên Viên Tương Cầm bỏ đi nguyện vọng làm giáo viên. Kế đó, Viên Tương Cầm vì muốn giúp sức cho người chồng Giang Trực Thụ thiên tài của mình, đã theo học tại trường hộ lý dành cho y tá. Mặc khác bác sĩ Giang Trực Thụ gặp một số trở ngại ở trường Đại học Khang Nam khi gặp phải các đối thủ cả về học thuật và tình cảm, những người quyết tâm vượt lên anh ta. Lúc đầu Viên Tương Cầm luôn khiến cho Giang Trực Thụ bực bội, gây nhiều phiền toái cho Giang Trực Thụ vì sự hậu đậu của cô. Giang Trực Thụ còn từng đuổi cô ra khỏi nhà ở đầu phần 2 này. Dần dần sau đó Viên Tương Cầm có kinh nghiệm với nghề hơn, làm việc tốt hơn, được Giang Trực Thụ yêu thương hơn.
Cuộc hôn nhân của cặp đôi kỳ lạ này cũng gặp nhiều trắc trở khi họ đang đấu tranh vì nghề nghiệp của mình. Có những giận hờn rồi xa nhau (Giang Trực Thụ từng đuổi Viên Tương Cầm ra khỏi nhà ở đầu phần 2, cuối phần 2 thì Viên Tương Cầm chủ động bỏ nhà ra đi), khủng hoảng về quyền lợi do Viên Tương Cầm gây ra. Nhiều lần, sự lạnh lùng và khắc nghiệt của Giang Trực Thụ khiến Viên Tương Cầm rơi nước mắt và cô cố gắng chạy trốn. Giang Trực Thụ học cách hiểu và đối phó với sự ghen tị của mình khi người bạn điều dưỡng của Tương Cầm là Dương Khải Thái (Tăng Thiếu Tông) trở nên quá thân thiết. Nhưng rồi Giang Trực Thụ và Viên Tương Cầm cũng được đoàn tụ vui vẻ bên nhau. Giang Trực Thụ cho người xem thấy rằng anh cũng biết cách bảo vệ Viên Tương Cầm, bảo vệ người mà anh yêu hết mực. Anh cũng cố gắng thúc đẩy Tương Cầm đến tham vọng cao hơn và độc lập. Trực Thụ sớm biết yêu Tương Cầm và tha thứ cho những thói trăng hoa của cô, còn Tương Cầm thì cố gắng hơn nữa để trở thành một người vợ tốt hơn và chăm sóc chồng mình hơn.
Trực Thụ và Tương Cầm không phải là những người duy nhất gặp vấn đề trong mối quan hệ của họ. Người bạn thời thơ ấu của Tương Cầm là A Kim (Uông Đông Thành) đối phó với những tình cảm không mong muốn của Christine (Larisa Bakurova), một sinh viên trao đổi người Anh, người đã bám lấy anh ta chống lại ý muốn của anh ta. Bạn của Tương Cầm, Lâm Thuần Mỹ (Dương Bội Đình), có thai với bạn trai của cô là A Bố (Viêm Á Luân), nhưng người mẹ giàu có, cao lớn của anh ta luôn cố gắng chia cắt họ. Em trai của Trực Thụ là Dụ Thụ (Cù Tung Dương) đối mặt với mối tình đầu của chính mình với Lâm Hảo Mỹ (Mạnh Cảnh Như) và câu chuyện của họ rất giống với Trực Thụ và Tương Cầm.
Càng ngày Viên Tương Cầm càng tiến bộ trong việc làm điều dưỡng. Cô phụ giúp hết mình cho Giang Trực Thụ và bệnh viện khi dịch bệnh hoành hành. Dịch bệnh qua đi, các y tá, điều dưỡng, bác sĩ từng được Viên Tương Cầm hỗ trợ y tế hoặc được chăm sóc đều bày tỏ biết ơn với cô.
Cuối bộ phim là tình huống Giang Trực Thụ và Viên Tương Cầm cùng báo tin Viên Tương Cầm có thai làm mọi người trong nhà đều bất ngờ. Tuy nhiên Viên Tương Cầm lại bỏ nhà ra đi vì cô được bác sĩ chẩn đoán rằng đôi mắt cô bị bệnh, tương lai sẽ bị mù (tình huống giống bệnh tình của Lâm Y Thần ngoài đời thật vào năm 2008 - 2009, may mắn là Lâm Y Thần đã hoàn thành phẫu thuật vào năm 2009 và đến nay đã hồi phục), con cái sinh ra cũng bị di truyền. Giang Trực Thụ chạy đi tìm cô ở khắp nơi, cuối cùng cũng đưa được Viên Tương Cầm về nhà. Giang Trực Thụ hứa với cô rằng dù sau này cô bị mù hay con cái có bị di truyền bệnh về mắt này từ cô, anh vẫn sẽ luôn bên cạnh cô, sẽ yêu thương con cái do cô sinh ra. Cả Giang Dụ Thụ cũng hứa sẽ cùng anh mình làm đôi mắt cho Viên Tương Cầm khi cô bị mù. Cuối bộ phim lại là cảnh Giang Trực Thụ dùng bút bi chùi sạch phân chó dưới chiếc giày của Viên Tương Cầm cuối bộ phim gợi nhớ kỷ niệm ở phần 1.

## Quá trình quay phim

### Phần 1: It Started With A Kiss
Sau thành công vang dội với bộ phim Hiệp ước tình yêu (Love Contract) 2004 (đạt rating cực cao nửa cuối năm 2004 ở Đài Loan) và ca khúc Cô đơn Bắc bán cầu (nhạc cuối bộ phim Hiệp ước tình yêu 2004) trở thành bài hit phổ biến khắp Đài Loan (đứng đầu bảng xếp hạng KTV và nhạc chuông trong 12 tuần lễ), nữ sinh viên Đại học Chính trị quốc gia Lâm Y Thần đã trở thành ngôi sao thần tượng của Đài Loan khi mới sang tuổi 22. Ngày 06/08/2004 Lâm Y Thần và Trịnh Nguyên Sướng bắt đầu những cảnh quay đầu tiên cho bộ phim Thơ ngây 1 (Ác tác kịch chi vẫn) (Buổi họp báo được tổ chức cùng ngày).
Đoàn phim chọn trường Đài Trung để quay cảnh Lâm Y Thần và Trịnh Nguyên Sướng khi còn là những học sinh. Đoàn phim thuê rất nhiều học sinh tại trường đó để vào các vai quần chúng, quay cảnh Lâm Y Thần lắc nhẹ ngón tay cho viên thịt rơi từ đũa xuống sàn lớp học trong không gian cả lớp ngồi yên như đang bị đóng băng.
Với cảnh quay Lâm Y Thần bị sàm sỡ trên xe buýt, đoàn phim để cho nữ trợ lý của Lâm Y Thần làm người đóng thế cho vai kẻ sàm sỡ để thực hiện những động tác sờ soạt khắp người Lâm Y Thần. Sau đó khi chiếu khuôn mặt kẻ sàm sỡ thì đoàn phim quay khuôn mặt của nam diễn viên phụ.
Vì Hứa Vỹ Ninh và Vương Thức Hiện không giỏi tennis, mà các vai Bùi Tử Du và Vương Hạo Khiêm lại là những cao thủ tennis, cho nên đoàn phim tìm hai diễn viên đóng thế biết chơi tennis có ngoại hình giống với Hứa Vỹ Ninh và Vương Thức Hiện hơn 80%. Trịnh Nguyên Sướng cũng có vài lần cần diễn viên đóng thế để anh ta có thể sang Trung Quốc đi quay.
Cảnh quay Trịnh Nguyên Sướng và Lâm Y Thần đi trên đường mà mọi người đều đứng yên là cảnh quay mà đoàn phim tốn nhiều tiền nhất. Đoàn phim phải trả tiền rào đoạn đường đó lại, thuê rất nhiều diễn viên quần chúng diễn cảnh đứng yên trên đoạn đó.
Cảnh quay Trịnh Nguyên Sướng dùng bút bi chùi sạch phân chó dưới chiếc guốc của Lâm Y Thần là phân chó thật nhưng đã được bôi thêm một số chất khử mùi cho bớt mùi đi. Dù có khử mùi nhưng khi quay cảnh này, cả Trịnh Nguyên Sướng và Lâm Y Thần đều phải nín thở, cố gắng quay cho nhanh rồi chạy đi chỗ khác. Trong thời gian này, Lâm Y Thần cũng đi học võ karate để phòng thân, vừa giúp ích cho những vai diễn của cô có cảnh đánh đấm sau này.
Sinh nhật của Lâm Y Thần ngày 29/10/2004 được cả đoàn phim tổ chức ngay tại phim trường sau cảnh quay Lâm Y Thần bị trúng đạn cao su từ Lưu Dung Gia và Dương Bội Đình. Lâm Y Thần vừa bị đau nhưng cũng vui vẻ đón nhận bánh kem sinh nhật. Sau đó Đường Tùng Thắng cũng được đoàn phim tổ chức sinh nhật tại phim trường vào thời điểm giáng sinh năm 2004. Đầu năm 2005 cả đoàn phim tổ chức sinh nhật cho đạo diễn Cù Hữu Ninh cũng ngay tại phim trường sau một cảnh quay gia đình Trịnh Nguyên Sướng ăn tối. Cù Hữu Ninh cảm động rơi nước mắt nhận bánh kem sinh nhật.
Đến tháng 3/2005 Lâm Y Thần phải tạm ngưng quay Thơ ngây 1 để đại diện cho hãng HIM International Music của Đài Loan sang Trung Quốc tham gia bộ phim Thiên ngoại phi tiên 2006 (đóng cặp với Hồ Ca) Khi quay bộ phim Thiên ngoại phi tiên này, Lâm Y Thần là người bay nhiều nhất: Thứ hai hàng tuần cô quay phim từ 6h sáng đến 11h trưa, sau đó 14h cô bay sang Hồng Kông, rồi mới bay về Đài Loan để chiều tối kịp tham gia lớp học ở Đại học của cô (từ sáng thứ ba đến sáng thứ năm hàng tuần cô cũng cố gắng quay vài cảnh cho Thơ Ngây 1), đến tối thứ 5 sau khi học xong, cô liền bay sang Hồng Kông, rồi bay tiếp sang Trung Quốc, chỉ có từ thứ sáu đến chủ nhật là cô toàn tâm quay bộ phim Thiên ngoại phi tiên này. Những ngày mà Lâm Y Thần bận quay phim ở Trung Quốc mà không về được Đài Loan đi học, một số bạn học của cô ấy trong Khoa Văn học Hàn Quốc tại Đại học Chính trị Quốc gia đã tích cực chép bài dùm cho cô ấy, để khi cô ấy về Đài Loan có nội dung để ôn thi tốt nghiệp Đại học. Thời gian đó (trong tháng 3 năm 2005), đoàn phim Thần điêu đại hiệp mời Lâm Y Thần vào vai Tiểu Long Nữ nhưng bị cô từ chối ngay vì hai bộ phim Thiên ngoại phi tiên và Thơ Ngây của cô chưa quay xong, cộng với việc cô còn phải đi học Đại học. Sau đó Lưu Diệc Phi được chọn vào vai Tiểu Long Nữ.
Tháng 5/2005 Lâm Y Thần quay xong Thiên ngoại phi tiên thì lập tức về Đài Loan quay tiếp Thơ Ngây với Trịnh Nguyên Sướng và vừa phải học Đại học. Ngày 04/06/2005 Lâm Y Thần làm lễ tốt nghiệp cử nhân trường Đại học Chính trị quốc gia khoa Văn học Hàn Quốc (ngành ngôn ngữ Hàn). Và cô tiếp tục tập trung vào quay cho xong Thơ Ngây 1.
Ngày 09/06/2005 cảnh quay của Lâm Y Thần và Trịnh Nguyên Sướng hôn nhau dưới trời mưa tầm tã (mưa nhân tạo do đoàn phim tạo ra suốt 5 giờ đồng hồ) trong tập 19 được thực hiện và cả hai đều bị cảm sau cảnh quay.
Khi đó Uông Đông Thành muốn bỏ đoàn, bỏ nghề diễn sau gần 1 năm quay bộ phim Thơ Ngây này để ra làm công việc khác kiếm tiền lo cho gia đình đang khó khăn. Chính Lâm Y Thần động viên Uông Đông Thành ráng quay cho xong bộ phim rồi sẽ được thành quả sau này (năm 2010 trong buổi ra mắt cuốn sách viết về sự nghiệp đỉnh cao của bản thân, Uông Đông Thành chia sẻ câu chuyện này và cảm ơn Lâm Y Thần rất nhiều vì những lời động viên khi ấy của cô dành cho anh).
Trịnh Nguyên Sướng và Lâm Y Thần diễn 3 cảnh tình cảm ở tập cuối bộ phim dựa trên một đoạn quảng cáo của Trịnh Nguyên Sướng, một đoạn trong bộ phim Hoa hồng tình yêu (The Rose) 2003 của Trịnh Nguyên Sướng và một đoạn trong MV Leaf 叶子 mà Trịnh Nguyên Sướng từng tham gia. Đến ngày 08/08/2005 đoàn phim chính thức đóng máy sau khi quay cảnh đám cưới giữa Lâm Y Thần và Trịnh Nguyên Sướng tại hồ Bích Đàm, Đài Bắc, Đài Loan. Bộ phim Thơ ngây 1 quay xong sau 12 tháng ròng rã với 20 tập phim (1 tập phim gần 70 phút).
Bộ phim Thơ Ngây 1 (Ác tác kịch chi vẫn) này được phát sóng miễn phí trên Đài Truyền hình CTV ở Đài Loan từ ngày 25 tháng 9 năm 2005 đến ngày 12 tháng 2 năm 2006, vào lúc 22:00 Chủ nhật hàng tuần và được phát sóng trên chương trình truyền hình cáp Gala Television (GTV) Variety Show / CH 28 (tám chính toàn diện Đài Loan) ngày 31 tháng 9 năm 2005 đến ngày 18 tháng 2 năm 2006, thứ Bảy hàng tuần từ 21:30 đến 23:00 (Mỗi tuần chỉ phát sóng 1 tập phim 90 phút).

### Phần 2: They Kiss Again
Bộ phim Thơ Ngây 2 của Lâm Y Thần và Trịnh Nguyên Sướng được khởi quay từ ngày 26/03/2007. Các vai chính vẫn không thay đổi so với Thơ Ngây 1, nhưng các diễn viên như Đường Vũ Triết, Ngũ Hùng (Thái Nghi Trân) và Tăng Thiếu Tông đã được thêm vào so với nguyên tác.
Buổi họp báo được tổ chức vào ngày 29 tháng 3 năm 2007. Cũng trong ngày 29 tháng 3 năm 2007 Trịnh Nguyên Sướng và Lâm Y Thần bắt đầu quay các cảnh đám cưới với nhau, đến ngày 2 tháng 4 năm 2007 họ mới xong các cảnh đám cưới. Khi đó bộ phim được gọi là Ác tác kịch chi vẫn II (It Started With A Kiss II). Cũng trong thời gia đầu tháng 4 năm 2007 này, Trịnh Nguyên Sướng được đạo diễn Cù Hữu Ninh đề nghị phải hớt tóc ngắn lại để thể hiện sự trưởng thành hơn của nhân vật Giang Trực Thụ so với Phần 1.
Để thể hiện thật tốt các cảnh sơ cứu, cấp cứu, tiêm thuốc, nghe ống thở,..., đoàn phim thuê bác sĩ và y tá thật đến dạy cho các diễn viên Lâm Y Thần, Trịnh Nguyên Sướng, Tăng Thiếu Tông, Thái Nghi Trân,... 1 buổi học căn bản về y khoa, sau đó các diễn viên Lâm Y Thần, Thái Nghi Trân, Tăng Thiếu Tông và đạo diễn Cù Hữu Ninh đã dành ra nhiều buổi để tập tiêm thuốc bổ cho nhau. Bệnh viện Song Hòa ở quận Trung Hòa (Đài Loan) được chọn để quay cảnh nhân vật Giang Trực Thụ (Trịnh Nguyên Sướng thủ vai) đưa Viên Tương Cầm (Lâm Y Thần thủ vai) đi khám thai.
Có cảnh quay nhân vật Lâm Thuần Mỹ (Dương Bội Đình thủ vai) cầm rắn to trên hai cánh tay, Dương Bội Đình đã đích thân cầm rắn thật trên hai cánh tay và thể hiện cảm xúc chân thật nhất cho nhân vật trong bộ phim.
Để thể hiện cảnh tảo mộ, đoàn phim chọn phần mộ rỗng bị nước biển chảy ngược vào thuộc xã Đông Thạch, huyện Gia Nghĩa, tỉnh Đài Loan, Đài Loan để quay. Đoàn phim đã đốt nhang xin phép vong linh các mộ phần xung quanh rồi mới dán hình chân dung Lâm Y Thần lên một bia mộ rỗng để quay cảnh Viên Tương Cầm (Lâm Y Thần thủ vai) và Giang Trực Thụ (Trịnh Nguyên Sướng thủ vai), Viên Hữu Tài (Đường Tùng Thánh thủ vai) tảo mộ mẹ của Viên Tương Cầm là Hoàng Thu Cúc (cũng do Lâm Y Thần thủ vai). Khi vào nơi mộ phần bị ngập nước, các diễn viên và quay phim đều phải mang đôi ủng để bảo vệ đôi chân tránh bùn lầy.
Đoàn phim đã di chuyển sang Guam quay ngoại cảnh cho tuần trăng mật của Lâm Y Thần và Trịnh Nguyên Sướng trong bộ phim với chi phí 6 triệu Đài tệ cho 7 ngày quay ở Guam (từ ngày 16 tháng 5 năm 2007 đến ngày 23 tháng 5 năm 2007). Đặc biệt trong ngày 23 tháng 5 năm 2007, Lâm Y Thần và Trịnh Nguyên Sướng phải quay cảnh tân hôn lúc bình minh, sau đó họ quay cảnh tình tứ trên chiếc máy bay nhỏ bay lượn trên không trung của Guam. Đến 5:00 sáng ngày 24 tháng 5 năm 2007, đoàn phim lập tức bay từ Guam về Đài Loan.
Ngày 19 tháng 6 năm 2007 đạo diễn Cù Hữu Ninh và đoàn phim dàn dựng cảnh Trương Vĩnh Chính và Đường Tùng Thánh sắp sửa ẩu đả với nhau khiến Trịnh Nguyên Sướng phải ra can ngăn, rồi đoàn phim mang bánh kem ra hát mừng sinh nhật Trịnh Nguyên Sướng khiến Trịnh Nguyên Sướng ngỡ ngàng và hạnh phúc.
Đoàn phim dựng mô hình máy bay khá lớn để quay cảnh Lâm Y Thần và Trịnh Nguyên Sướng bên trong khoang hành khách của máy bay trên đường đến Guam hưởng tuần trăng mật. Gần cuối tháng 6 năm 2007 đoàn phim đổi tên bộ phim từ Ác tác kịch chi vẫn II (It Started With A Kiss II) sang Ác tác kịch 2 vẫn (They Kiss Again). Cảnh quay Viên Tương Cầm (Lâm Y Thần thủ vai) dầm mưa đón taxi ngoài đường được đoàn phim tổ chức quay đúng vào ngày mưa bão thực tế ở Đài Loan.
Ngày 3 tháng 7 năm 2007 đoàn phim đã đến trường Đại học Chính trị Quốc gia của Đài Loan (nơi Lâm Y Thần từng tốt nghiệp năm 2005) và Đại học Wu Ying Tech (Đài Loan) ở lại vài ngày để quay các cảnh của trường Đại học về y khoa, y tá trong bộ phim.
Thời gian này do địa điểm quay phim cách nhà Lâm Y Thần 300 km nên cô phải ăn ngủ lại phim trường cùng các thành viên của đoàn phim. Ngày 14 tháng 8 năm 2007 đoàn phim thông báo sẽ cho những ai (dù nam hay nữ, già hay trẻ) có khuôn mặt hơi giống Trịnh Nguyên Sướng đều được tham gia quay cảnh hai nhân vật Giang Trực Thụ (Trịnh Nguyên Sướng thủ vai) và Viên Tương Cầm (Lâm Y Thần thủ vai) về quê của Giang Trực Thụ, nơi mà họ hàng của Trực Thụ ai cũng có khuôn mặt khá giống anh. Và Quan Thông được chọn vào vai ông ngoại của Giang Trực Thụ trong bộ phim. Nhiều người có khuôn mặt giống Trịnh Nguyên Sướng đều được cho tham gia vào bộ phim.
Đến cuối tháng 8 năm 2007, Hồ Ca lành lại khuôn mặt sau vụ tai nạn giao thông vào năm ngoái thì quay lại phim trường Anh hùng xạ điêu để đóng tiếp vai Quách Tĩnh. Lâm Y Thần liền bay từ Đài Loan, trung chuyển qua Hồng Kông, qua Trung Quốc, tiếp tục vào vai Hoàng Dung để quay cho xong bộ phim còn dang dở. Phim Thơ Ngây 2 phải tạm ngưng. Thực tế trong thời gian này Lâm Y Thần vẫn bay đi bay lại giữa Trung Quốc và Đài Loan để quay Anh hùng xạ điêu và Thơ Ngây 2, nhưng Lâm Y Thần dành thời gian quay Anh hùng xạ điêu nhiều hơn.
Cảnh quay Trịnh Nguyên Sướng dùng bút bi chùi sạch phân chó dưới chiếc giày của Lâm Y Thần ở phần này cũng là phân chó thật nhưng đã được bôi thêm một số chất khử mùi cho bớt mùi đi. Dù có khử mùi nhưng khi quay cảnh này, cả Trịnh Nguyên Sướng và Lâm Y Thần đều phải nín thở, cố gắng quay cho nhanh.
Trong buổi phỏng vấn ngày 5 tháng 10 năm 2007, Trịnh Nguyên Sướng chia sẻ rằng trong một cảnh quay có bệnh nhân bị thương ở bụng, đạo diễn Cù Hữu Ninh hóa trang bằng thịt bò tươi, thịt heo tươi lên bụng của diễn viên đó có trộn nước đỏ giả làm máu. Và những cảnh mổ vết thương trong phim chỉ là cảnh cắt mổ thớ thịt bò, thịt heo đó thôi. Sau khi quay những cảnh đó xong, Trịnh Nguyên Sướng không dám ăn thịt trong một thời gian vì ám ảnh mùi vị thịt bò, thịt heo đó. Sau đó vài ngày đoàn phim đến đảo Matsu (Mã Tổ) của Đài Loan quay cảnh Giang Trực Thụ (Trịnh Nguyên Sướng thủ vai) đi tình nguyện công ích (thay vì đi nhập ngũ) và Viên Tương Cầm (Lâm Y Thần thủ vai) đi tìm Giang Trực Thụ. Vì gió ở Matsu khá lớn ảnh hưởng đến cảnh quay nên đạo diễn Cù Hữu Ninh cho 4 nam thanh niên trong đoàn phim đứng chắn gió để đoàn phim quay cho trơn tru.
Đầu tháng 12/2007 Lâm Y Thần quay xong Anh hùng xạ điêu thì lập tức bay về Đài Loan tiếp tục quay phim Thơ Ngây 2 (They Kiss Again) với Trịnh Nguyên Sướng. Ngày 16/12/2007 bộ phim Thơ Ngây 2 (They Kiss Again) đã được đưa lên sóng tập đầu tiên (phát sóng sau bộ phim Công chúa tiểu muội) và đoàn phim phải làm việc cật lực để ra các tập phim phát sóng liên tục trên truyền hình. Khi đó Lâm Y Thần và Trịnh Nguyên Sướng gần như phải quay suốt 24/24 trong ngày. Ngày 19/1/2008, đoàn phim quay xong cảnh cuối của Thơ Ngây 2 (They Kiss Again) và tổ chức một buổi đi chơi cho đoàn phim.
Bộ phim phát sóng vào 22:00 ngày Chủ nhật hàng tuần (mỗi tuần phát sóng 1 tập phim 90 phút) kể từ ngày 16/12/2007 đến hết ngày 27/4/2008 (được phát sóng trên China Television Wireless Station. Bộ phim được quay và phát sóng trên truyền hình độ nét cao, và được tài trợ bởi The High-definition TV program of the Information Bureau of the Executive Yuan).

## Đội ngũ sản xuất

### Phần 1: It Started With A Kiss
- Nguyên tác: Itazura na Kiss của Tada Kaoru
- Giám chế: Trần Chỉ Hàm
- Chế tác: Phùng Gia Thụy, Tề Tích Lân, Vương Thân Quý
- Đạo diễn: Cù Hữu Ninh
- Nhà sản xuất: Hoàng Lệ Ngọc
- Nhà sản xuất điều hành: Thi Nhã Thuần
- Phó đạo diễn: Lý Thanh Dung, Vương Diệu Hồng
- Đạo diễn hậu kỳ: Trương Ngọc Mai
- Biên kịch: Tề Tích Lân
- Nhà biên kịch: Trâu Tương Tần, Từ Ngọc Hoa
- Lập kế hoạch: Trương Trân Kỳ
- Biên tập viên: Trần Tuấn Oánh
- Điều phối viên: Lưu Hành
- Điều phối hành tiêu: Thái Phi Kiều
- Tả chân xuất bản: Văn hóa Truyền hình Đài Loan
- Hợp tác sản xuất: Shueisha Co., Ltd., Tori Publishing House Co., Ltd.

### Phần 2: They Kiss Again
- Nguyên tác: Itazura na Kiss của Tada Kaoru
- Giám chế: Trần Chỉ Hàm
- Chế tác: Phùng Gia Thụy, Vương Thân Quý
- Đạo diễn: Cù Hữu Ninh
- Phó đạo diễn: Trần Khiết Dao
- Đạo diễn hậu kỳ: Trương Ngọc Mai
- Biên kịch thống trù: Tề Tích Lân, Cù Hữu Ninh, Lâm Thuần Hoa
- Nhà biên kịch: Tiểu Nam, Hoàng Ly Ngọc, Hồ Châu Vi Quân
- Lập kế hoạch: Hoàng Gia Tân
- Biên tập viên: Trần Tuấn Oánh
- Điều phối hành tiêu: Thái Phi Kiều
- Tả chân xuất bản: Mạch Điền Xuất Bản

## Diễn viên và nhân vật

### Phần 1: It Started With A Kiss
| Diễn viên                         | Nhân vật                                                   | Nhân vật trong manga                  | Mối quan hệ                                                            | Tính cách |
| --------------------------------- | ---------------------------------------------------------- | ------------------------------------- | ---------------------------------------------------------------------- | --- |
| Lâm Y Thần                        | Viên Tương Cầm                                             | Aihara Kotoko                         | Hôn thê của Giang Trực Thụ                                             | Cô ấy tốt bụng, trung thực và thẳng thắn, lạc quan và nhẫn nại, nhưng lại không thông minh, không biết lo toan việc gia đình. Tuy nhiên, mặc dù vụng về và thường xuyên vặn vẹo mọi thứ, cô ấy vẫn làm việc chăm chỉ để đạt được mục tiêu của mình, và tại lễ khai giảng của trường trung học, cô ấy (nữ sinh lớp F) đã yêu Trực Thụ (nam sinh lớp A), người đang phát biểu thay mặt cho học sinh năm nhất. Vào năm thứ ba trung học, cô quyết định tỏ tình với Trực Thụ, nhưng bị từ chối gay gắt, vì vậy cô đã cố gắng thuyết phục bản thân ngừng thích Trực Thụ. Cha Hữu Tài và cô chuyển đến ngôi nhà mới sau khi trận động đất phá hủy ngôi nhà của họ. Không ngờ đó lại là nhà của Trực Thụ. Tương Cầm và Trực Thụ bắt đầu một cuộc sống mới dưới cùng một mái nhà, và Tương Cầm, một cô gái trong sáng, không thể không gục ngã vì điều này. Mặc dù thái độ thờ ơ của Trực Thụ và sự vụng về của chính mình thường gây rắc rối cho Trực Thụ. Kết quả là Tương Câm đã nhiều lần muốn bỏ cuộc và rời đi, nhưng cuối cùng, do thái độ của Trực Thụ có chút thay đổi, cô ấy vẫn tiếp tục lấy hết can đảm để tiếp tục theo đuổi Trực Thụ. Cho đến khi Tương Cầm nghĩ rằng Trực Thụ đang yêu Bạch Huệ Lan, và A Kim, người đã yêu Tương Cầm trong nhiều năm, cũng cầu hôn cô cùng lúc. Tương Cầm gặp phải tình huống khó xử. Nhưng cuối cùng Tương Cầm vẫn kết hôn với Trực Thụ. |
| Trịnh Nguyên Sướng                | Giang Trực Thụ                                             | Irie Naoki                            | Hôn phu của Viên Tương Cầm                                             | Thiên tài lớp A với chỉ số IQ 200, đẹp trai, lạnh lùng, luôn tự cho mình là thông minh và xem thường những kẻ ngốc nghếch. Mặc dù có chỉ số IQ cao nhưng anh ấy lại có chỉ số cảm xúc thấp và luôn không thể hiện cảm xúc của mình. Trực Thụ là người tình trong mộng của nhiều cô gái, vừa học giỏi, vừa thể dục, vừa nấu ăn, không chỉ có vẻ ngoài điển trai mà còn có trí tuệ và lòng dũng cảm mà các bạn cùng trang lứa không thể có được. Sau khi gặp Tương Cầm, anh ấy trở thành một người dễ xúc động và nóng nảy. Sống nội tâm đã trở thành cách anh thể hiện tình cảm với bất kỳ ai. Đặc biệt là đối với Tương Cầm. Anh sẽ luôn dùng tình yêu như vậy để âm thầm bảo vệ những người anh yêu thương. Anh ấy là một người đáng tin cậy, chín chắn nhưng trung thực. Bởi vì anh ta quá thông minh, hầu như không có gì có thể đánh bại anh ta, và anh ta cảm thấy rằng cuộc sống thiếu mục đích. Sự xuất hiện của Tương Cầm đã kéo theo hàng loạt tai nạn trật bánh đến cuộc sống bình yên của Trực Thụ, và tinh thần không sợ hãi trước thất bại và chiến đấu khiến Trực Thụ, người chưa bao giờ biết thất bại là gì, hoang mang và dần bị cô ấy khiến cho rung động. Đồng thời, anh cũng bị ảnh hưởng bởi lối suy nghĩ và logic đơn giản của Tương Cầm, và tìm thấy mục tiêu sống của mình là hành nghề y. Do tính cách hạn chế và tự tin của mình, cộng với mẹ của anh ấy luôn ghép anh ấy với Tương Cầm, dù trong lòng anh thích Tương Cầm nhưng anh không bao giờ thể hiện điều đó trước mặt mọi người mà chọn yêu thầm cô. Cuối cùng Trực Thụ vẫn kết hôn với Tương Cầm. |
| Trang Kính Hoa                    | Giang Trực Thụ lúc nhỏ                                     | Irie Naoki lúc nhỏ                    |                                                                        | Bị mẹ bắt mặc quần áo con gái, khi học bị bạn bè chọc ghẹo mới mặc lại quần áo con trai |
| Uông Đông Thành                   | Kim Nguyên Phong (A Kim)                                   | Ikezawa Kinnosuke                     | Tình địch của Trực Thụ                                                 | Sinh ngày 9 tháng 12 năm 1972 (theo nội dung phim), bạn cùng lớp của Tương Cầm, không thông minh lắm, có tài nấu ăn. Anh ấy phải lòng Tương Cầm từ năm đầu tiên trung học, và mong ước lớn nhất là được kết hôn với Tương Cầm. Để có thể chung tay cùng Tương Cầm tạo nên một ngôi nhà tươi đẹp sớm nhất có thể, sau khi tốt nghiệp cấp 3, anh đã không đi học mà ban ngày làm việc trong nhà ăn của trường và học việc tại Hạnh phúc tiểu quán của chú Tài (ba của Tương Cầm) vào ban đêm. |
| Hứa Vỹ Ninh                       | Bùi Tử Du                                                  | Matsumoto Yuko                        | Tình dịch của Tương Cầm                                                | Xuất thân giàu có, thông minh, xinh đẹp, là nữ thần trong mắt vô số các chàng trai. Vì cho rằng bản thân quá hoàn mỹ nên trong mắt Tử Du chỉ có Trực Thụ mới xứng với mình. Cô chọn vào Đại học Khang Nam để theo học tại Học viện Công nghệ cùng lớp với Trực Thụ. Lúc đầu giành Trực Thụ gay gắt với Tương Cầm, sau đó thấy Trực Thụ hẹn hò với Bạch Huệ Lan, cô chuyển sang hợp tác cùng Tương Cầm kéo Trực Thụ về lại với Tương Cầm. Mặc dù rất thích Giang Trực Thụ nhưng cô ấy cũng là một người phụ nữ liều lĩnh, biết nhường nhịn và buông bỏ. |
| Vương Thức Hiện/Jason Wang        | Vương Hạo Khiêm                                            | Sudo Senpai                           | Hiệu trưởng trường trung học của Trực Thụ                              | Một kẻ hai mặt kinh khủng trong câu lạc bộ quần vợt. Anh ta thường rất tốt với người khác, nhưng ngay khi anh ta cầm vợt lên, anh ta trở nên vô cùng tàn nhẫn. Anh ta rất thích Tử Du |
| Trương Vĩnh Chính                 | Giang Vạn Lợi (A Lợi)                                      | Irie Shigeki                          | Bố Trực Thụ và Dụ Thụ, giám đốc công ty Phan Đạt                       | Khoảng 40 đến 45 tuổi, tính cách tốt bụng và chân thành. Ông luôn hy vọng rằng Trực Thụ có thể vào trường cũ của mình - Đại học Quốc gia Đài Loan, và kế thừa công ty riêng của mình sau khi tốt nghiệp. |
| Triệu Vịnh Hoa                    | Vợ A Lợi                                                   | Irie Noriko                           | Mẹ Trực Thụ và Dụ Thụ, nội trợ                                         | Khoảng 40 đến 45 tuổi, tính cách hơi ngỗ ngược, thích sôi nổi và thích chụp ảnh. Bà ấy rất thân với Tương Cầm, vì vậy bà ấy đã tìm mọi cách để ghép đôi với Tương Cầm và Trực Thụ. Bà thường giả vờ đến trường của Trực Thụ để hỏi thăm tình hình của Trực Thụ và Tương Cầm, hoặc tung tin rằng hai người đang ở cùng nhau, nhưng sự ngụy trang của bà ấy thường bị người khác nhìn thấu. Vợ A Lợi, người luôn mong muốn được yêu thương con trai mình, luôn sắp xếp cuộc sống của con mình theo cách tốt nhất mà bà ấy nghĩ, nhưng kết quả là sự nổi dậy của Trực Thụ đã xảy ra, và một ngòi nổ xung đột đã chôn vùi tình cảm giữa hai mẹ con. Cô bé Tương Cầm đáng yêu đã trở thành con dâu của chính bà và sự hợp nhất được lên kế hoạch từ lâu của hai gia đình đã thực sự trở thành sự thật. |
| Đường Tùng Thánh                  | Viên Hữu Tài (A Tài)                                       | Aihara Shigeo                         | Bố Tương Cầm, chủ của quán Hạnh phúc tiểu quán                         | Khoảng 40 đến 45 tuổi, có tài nấu ăn hạng nhất. Ông và bố mẹ của Trực Thụ là bạn tốt của nhau hồi cấp hai. Sau khi mất vợ trong những năm đầu đời, ông đã tự mình nuôi dạy Tương Cầm, và ông ấy không hài lòng về việc nấu nướng và nội trợ của Tương Cầm. Ông ấy cho rằng ông ấy đã không dạy dỗ con gái tốt. |
| Chương Bách Hàn                   | Giang Dụ Thụ                                               | Irie Yuuki                            | Em trai Trực Thụ                                                       | 9 tuổi,dễ thương, thông minh và trưởng thành, rất ngưỡng mộ anh trai Trực Thụ, tính cách cũng rất giống Trực Thụ, mong muốn làm trợ lý cho anh trai sau khi Trực Thụ tiếp tục công ty của bố mình. Kỳ thật cũng không coi thường người quá ngốc, đối với Viên Tương Cầm cũng không có tốt trước mặt. Lấy Viên Tương Cầm làm đối tượng nghiên cứu cho bài tập hè của mình, thường chú ý xem Tương Cầm đã làm những điều ngu ngốc gì, nhưng cậu dần cảm động trước sự ngốc nghếch và chân thành của Tương Cầm. Hay chọc ghẹo Tương Cầm nhưng luôn bênh vực cho Tương Cầm khi Trực Thụ muốn cưới Huệ Lan. |
| Dương Bội Đình                    | Lâm Thuần Mỹ                                               | Satomi Ishikawa                       | Bạn thân của Tương Cầm                                                 | Sau khi tốt nghiệp trung học, đã gia nhập vào Khoa Chăm sóc Trẻ thơ cùng Tương Cầm. Cô ấy thích ăn mặc, trang điểm, thường xuyên sơn móng tay. Khi Tương Cầm bị Trực Thụ làm đau lòng, cô và Lưu Nhã Nông đứng ra trách móc Trực Thụ |
| Lưu Dung Gia                      | Lưu Nhã Nông                                               | Komori Jinko                          | Bạn thân của Tương Cầm                                                 | Sau khi tốt nghiệp trung học, đã gia nhập vào Khoa Chăm sóc Trẻ thơ cùng Tương Cầm. Tính cách hào phóng, rất nam tính, lớn tiếng, hành động thô bạo, rất cá tính và chu đáo, thường hay nhắc nhở Tương Cầm, sau này kết giao với những kẻ lập dị trong âm nhạc. |
| Viêm Á Luân                       | A Bố                                                       | Takami Ryo                            | Bạn trai của Thuần Mỹ                                                  | |
| Trương Kiệt                       | A Kiệt                                                     |                                       | Bạn trai của Nhã Nông                                                  | |
| Ngô Văn Hồng                      | A Hồng                                                     |                                       | Bạn cùng lớp của A Kim                                                 | Người anh em tốt của A Kim, theo sát A Kim để bắt lỗi. |
| Vương Đế Quân                     | Chương Lang                                                |                                       | Bạn cùng lớp của A Kim                                                 | Người anh em tốt của A Kim, theo sát A Kim để bắt lỗi. |
| Lại Trí Vĩ                        | Đỗ Kiến Trung                                              | Watanabe                              | Bạn cùng lớp của Trực Thụ                                              | Bạn thân của Trực Thụ hồi cấp 3, tính tình hiền lành, tốt bụng. |
| Quách Hoằng Pháp (Hồng Giao Nang) | Dương Đại Tín                                              | Sugawara                              | Giảng viên lớp F.                                                      | Một thầy giáo hết lòng vì sự nghiệp giáo dục, dù luôn bị các thầy cô khác trong trường coi thường nhưng thầy vẫn cho rằng chất lượng đọc sách không quyết định cuộc đời và tương lai của một con người. |
| Diêu Thái Dĩnh                    | Văn Trinh Quan                                             |                                       | Giảng viên lớp A.                                                      | Cô ấy rất tự hào về các học sinh trong lớp A, và coi thường các học sinh và giáo viên của các lớp khác. |
| Trần Bác Chính                    | Khổng Lệnh Dương                                           |                                       | Hiệu trưởng Đại học Khang Nam và trường trung học trực thuộc.          | Ông luôn tuân thủ tôn chỉ giáo dục “dạy đi đôi với làm”, theo ông, chỉ những học sinh, sinh viên lớp A, B có học lực giỏi mới là học sinh, sinh viên xứng đáng để cống hiến. Còn những học sinh, sinh viên khác đến trường học hoàn toàn là để tài trợ tiền điện cho nhà trường. |
| Dương Vân                         | Dương Vân                                                  | Sugimoto Naomi                        | Bạn cùng lớp với Dụ Thụ                                                | Dụ Thụ có tình cảm với cô bé, nhưng cô bé lại có cảm tình với Trực Thụ |
| Tạ Hân Dĩnh                       | Bùi Tử Kỳ                                                  | Matsumoto Ayako                       | Em gái củ Tử Du                                                        | Thích Trực Thụ, coi Tương Cầm và Tử Du là tình địch và sau đó đã hẹn hò với Trương Võ Nhân |
| Thiệu Tường                       | Trương Võ Nhân                                             | Nakagawa Taketo                       | Bạn cùng trường với Tương Cầm                                          | Gặp chút vấn đề về tình mẫu tử, thích Tương Cầm, coi Trực Thụ và A Kim là tình địch và sau đó đã hẹn hò với Bùi Tử Kỳ |
| Càn Đức Môn                       | Bạch tổng xã trưởng                                        | Chủ tịch tập đoàn Oizumi              | Chủ tịch tập đoàn Đại Tuyền                                            | Tính cách điềm đạm và kiệm lời, là một doanh nhân cực kỳ xuất chúng. Ông đánh giá rất cao tài năng của Trực Thụ, giới thiệu cháu gái Huệ Lan của mình cho Trực Thụ |
| Bạch Hâm Huệ                      | Bạch Huệ Lan                                               | Cháu gái của chủ tịch tập đoàn Oizumi | Cháu gái của Chủ tịch tập đoàn Đại Tuyền                               | Yêu Trực Thụ ngay từ cái nhìn đầu tiên, bị Tương Cầm và Bùi Tử Du coi là tình địch |
| Mã Niệm Tiến                      | Phóng viên đài GTV                                         |                                       | Phóng viên đài GTV                                                     | |
| Cù Hữu Ninh (đạo diễn)            | Bà dì ngồi trên xe buýt                                    |                                       | Bà dì ngồi trên xe buýt bắt A Kim đi cảnh sát vì tội quấy rối tình dục | Khi thấy Tương Cầm bị sàm sỡ trên xe buýt, A Kim ngồi hàng ghế phía sau xe liền đứng dậy để lên cứu Tương Cầm. Tuy nhiên xe buýt đột nhiên thắng lại khiến A Kim ngã vào người bà dì trên xe buýt và bị bà này đưa đi gặp cảnh sát (do bà dì này nghĩ rằng A Kim cố tình ngã vào người bà để quấy rối tình dục bà). |
| Cù Hữu Ninh (đạo diễn)            | Tình nhân nam của Trực Thụ trong tưởng tượng của Tương Cầm |                                       | Tình nhân nam của Trực Thụ trong tưởng tượng của Tương Cầm             | Tương Cầm đem quà sinh nhật sang nhà thuê của Trực Thụ để tặng cho Trực Thụ, vì bấm chuông không thấy Trực Thụ ra mở cửa nên Tương Cầm tưởng tượng ra có tình nhân nam đang ở cùng Trực Thụ |
| Bắc Thôn Phong Tình               | Trương Thanh Vũ                                            |                                       | Chủ tịch câu lạc bộ hoạt hình của Đại học Khang Nam                    | |
| Hoàng Thiệu Kiên                  | A Paul                                                     |                                       | Một thành viên của câu lạc bộ hoạt hình của Đại học Khang Nam          | |
| Dư Quang Diệu                     | Apple/Dư Chúa Nhậm                                         |                                       | Nhân viên của công ty Phan Đạt                                         | Đồng tính luyến ái, thường xuyên quấy rối Giang Trực Thụ |
| Trần Tĩnh Di                      | Hoàn Tử/Thái Thục Bình                                     |                                       | Nữ nhân viên của Hạnh phúc tiểu quán                                   | Giúp đỡ chú Hữu Tài và A Kim các việc vặt trong quán vào ban đêm Khó chịu với Tương Cầm vì thấy Tương Cầm hay làm A Kim đau lòng |

### Phần 2: They Kiss Again
| Diễn viên                                                                      | Nhân vật                                           | Nhân vật trong manga | Mối quan hệ | Tính cách |
| ------------------------------------------------------------------------------ | -------------------------------------------------- | -------------------- | --- | --- |
| Lâm Y Thần                                                                     | Viên Tương Cầm/Giang Viên Tương Cầm/Giangthái thái | Aihara Kotoko        | Con gái của Viên Hữu Tài và Hoàng Thu Cúc, cháu gái của Tiểu Khả, vợ của Giang Trực Thụ, cháu dâu của ông ngoại Giang Trực Thụ, chị dâu của Giang Dụ Thụ, con dâu của Giang Vạn Lợi và vợ của Giang Vạn Lợi | Cô ấy tốt bụng, trung thực và thẳng thắn, lạc quan và nhẫn nại, nhưng lại không thông minh, không biết lo toan việc gia đình. Tuy nhiên, mặc dù vụng về và thường xuyên vặn vẹo mọi thứ, cô ấy vẫn làm việc chăm chỉ để đạt được mục tiêu của mình, và tại lễ khai giảng của trường trung học, cô ấy (nữ sinh lớp F) đã yêu Trực Thụ (nam sinh lớp A), người đang phát biểu thay mặt cho học sinh năm nhất. Vào năm thứ ba trung học, cô quyết định tỏ tình với Trực Thụ, nhưng bị từ chối gay gắt, vì vậy cô đã cố gắng thuyết phục bản thân ngừng thích Trực Thụ. Cha Hữu Tài và cô chuyển đến ngôi nhà mới sau khi trận động đất phá hủy ngôi nhà của họ. Không ngờ đó lại là nhà của Trực Thụ. Tương Cầm và Trực Thụ bắt đầu một cuộc sống mới dưới cùng một mái nhà, và Tương Cầm, một cô gái trong sáng, không thể không gục ngã vì điều này. Mặc dù thái độ thờ ơ của Trực Thụ và sự vụng về của chính mình thường gây rắc rối cho Trực Thụ. Kết quả là Tương Câm đã nhiều lần muốn bỏ cuộc và rời đi, nhưng cuối cùng, do thái độ của Trực Thụ có chút thay đổi, cô ấy vẫn tiếp tục lấy hết can đảm để tiếp tục theo đuổi Trực Thụ. Cho đến khi Tương Cầm nghĩ rằng Trực Thụ đang yêu Bạch Huệ Lan, và A Kim, người đã yêu Tương Cầm trong nhiều năm, cũng cầu hôn cô cùng lúc. Tương Cầm gặp phải tình huống khó xử. Nhưng cuối cùng Tương Cầm vẫn kết hôn với Trực Thụ. Hai người kết hôn trước khi Giang Trực Thụ tốt nghiệp. Cô vợ Viên Tương Cầm sẽ mang đến cho Giang Trực Thụ một bài kiểm tra nào? |
| Lâm Y Thần                                                                     | Hoàng Thu Cúc                                      | Aihara Etsuko        | Người mẹ đã mất của Viên Tương Cầm, vợ đã mất của Viên Hữu Tài, chị gái đã mất của Tiểu Khả, mẹ vợ đã qua đời của Giang Trực Thụ                                                                            | Được phong tặng là Gia Nghĩa Thanh Hà tiểu thư |
| Trịnh Nguyên Sướng                                                             | Giang Trực Thụ                                     | Irie Naoki           | Con trai của Giang Vạn Lợi và vợ của Giang Vạn Lợi, chồng của Viên Tương Cầm, cháu của ông ngoại Giang Trực Thụ, con rể của Viên Hữu Tài và Hoàng Thu Cúc, cháu rể của Tiểu Khả                             | Thiên tài lớp A với chỉ số IQ 200, đẹp trai, lạnh lùng, luôn tự cho mình là thông minh và xem thường những kẻ ngốc nghếch. Mặc dù có chỉ số IQ cao nhưng anh ấy lại có chỉ số cảm xúc thấp và luôn không thể hiện cảm xúc của mình. Trực Thụ là người tình trong mộng của nhiều cô gái, vừa học giỏi, vừa thể dục, vừa nấu ăn, không chỉ có vẻ ngoài điển trai mà còn có trí tuệ và lòng dũng cảm mà các bạn cùng trang lứa không thể có được. Sau khi gặp Tương Cầm, anh ấy trở thành một người dễ xúc động và nóng nảy. Sống nội tâm đã trở thành cách anh thể hiện tình cảm với bất kỳ ai. Đặc biệt là đối với Tương Cầm. Anh sẽ luôn dùng tình yêu như vậy để âm thầm bảo vệ những người anh yêu thương. Anh ấy là một người đáng tin cậy, chín chắn nhưng trung thực. Bởi vì anh ta quá thông minh, hầu như không có gì có thể đánh bại anh ta, và anh ta cảm thấy rằng cuộc sống thiếu mục đích. Sự xuất hiện của Tương Cầm đã kéo theo hàng loạt tai nạn trật bánh đến cuộc sống bình yên của Trực Thụ, và tinh thần không sợ hãi trước thất bại và chiến đấu khiến Trực Thụ, người chưa bao giờ biết thất bại là gì, hoang mang và dần bị cô ấy khiến cho rung động. Đồng thời, anh cũng bị ảnh hưởng bởi lối suy nghĩ và logic đơn giản của Tương Cầm, và tìm thấy mục tiêu sống của mình là hành nghề y. Do tính cách hạn chế và tự tin của mình, cộng với mẹ của anh ấy luôn ghép anh ấy với Tương Cầm, dù trong lòng anh thích Tương Cầm nhưng anh không bao giờ thể hiện điều đó trước mặt mọi người mà chọn yêu thầm cô. Cuối cùng Trực Thụ vẫn kết hôn với Tương Cầm. Hai người kết hôn trước khi Giang Trực Thụ tốt nghiệp. Cô vợ Viên Tương Cầm sẽ mang đến cho anh một bài kiểm tra nào? |
| Trịnh Nguyên Sướng                                                             | A Lỗ Bang                                          | Arubato              | Hôn phu của Christine Robin | Thấy Christine Robin từ chối kết hôn với mình và bỏ Vương quốc Anh chạy sang Đài Loan thì đi theo sang Đài Loan. Người luôn cho rằng A Kim giống với monkey (khỉ) khi chạm trán với A Kim ở trường học mới của Christine Robin tại Đài Loan. |
| Triệu Vịnh Hoa                                                                 | Vợ A Lợi                                           | Irie Noriko          | Mẹ Giang Trực Thụ và Giang Dụ Thụ, vợ của Giang Vạn Lợi, con gái của ông ngoại Giang Trực Thụ, mẹ chồng của Viên Tương Cầm                                                                                  | Khoảng 40 đến 45 tuổi, nội trợ, tính cách hơi ngỗ ngược, thích sôi nổi và thích chụp ảnh. Bà ấy rất thân với Tương Cầm, vì vậy bà ấy đã tìm mọi cách để ghép đôi với Tương Cầm và Trực Thụ. Bà thường giả vờ đến trường của Trực Thụ để hỏi thăm tình hình của Trực Thụ và Tương Cầm, hoặc tung tin rằng hai người đang ở cùng nhau, nhưng sự ngụy trang của bà ấy thường bị người khác nhìn thấu. Vợ A Lợi, người luôn mong muốn được yêu thương con trai mình, luôn sắp xếp cuộc sống của con mình theo cách tốt nhất mà bà ấy nghĩ, nhưng kết quả là sự nổi dậy của Trực Thụ đã xảy ra, và một ngòi nổ xung đột đã chôn vùi tình cảm giữa hai mẹ con. Cô bé Tương Cầm đáng yêu đã trở thành con dâu của chính bà và sự hợp nhất được lên kế hoạch từ lâu của hai gia đình đã thực sự trở thành sự thật. |
| Trương Vĩnh Chính                                                              | Giang Vạn Lợi (A Lợi)                              | Irie Shigeki         | Bố Giang Trực Thụ và Giang Dụ Thụ, chồng của vợ ông, co rể của ông ngoại Giang Trực Thụ, bố chồng của Viên Tương Cầm                                                                                        | Khoảng 40 đến 45 tuổi, giám đốc công ty game Phan Đạt, tính cách tốt bụng và chân thành. Ông luôn hy vọng rằng Trực Thụ có thể vào trường cũ của mình - Đại học Quốc gia Đài Loan, và kế thừa công ty riêng của mình sau khi tốt nghiệp. |
| Đường Tùng Thánh                                                               | Viên Hữu Tài (A Tài)                               | Aihara Shigeo        | Bố Viên Tương Cầm, chồng của Hoàng Thu Cúc, anh rể của Tiểu Khả, bố vợ của Giang Trực Thụ | Khoảng 40 đến 45 tuổi, chủ của quán Hạnh phúc tiểu quán, có tài nấu ăn hạng nhất. Ông và bố mẹ của Trực Thụ là bạn tốt của nhau hồi cấp hai. Sau khi mất vợ trong những năm đầu đời, ông đã tự mình nuôi dạy Tương Cầm, và ông ấy không hài lòng về việc nấu nướng và nội trợ của Tương Cầm. Ông ấy cho rằng ông ấy đã không dạy dỗ con gái tốt. |
| Chương Bách Hàn (Giang Dụ Thụ còn nhỏ) Cù Tung Dương (Giang Dụ Thụ thiếu niên) | Giang Dụ Thụ                                       | Irie Yuuki           | Em trai Giang Trực Thụ, em chồng của Viên Tương Cầm, bạn trai của Lâm Hảo Mỹ | Giống như Giang Trực Thụ, cậu ấy là một thiên tài với IQ200. Mong muốn lớn nhất của cậu ấy là làm trợ lý cho anh trai mình sau khi Giang Trực Thụ tiếp tục công ty của bố mình. Kỳ thật cũng không coi thường người quá ngốc, đối với Viên Tương Cầm cũng không có tốt trước mặt. Lấy Viên Tương Cầm làm đối tượng nghiên cứu cho bài tập hè của mình, thường chú ý xem Tương Cầm đã làm những điều ngu ngốc gì, nhưng cậu dần cảm động trước sự ngốc nghếch và chân thành của Tương Cầm. Giang Dụ Thụ đã dần trưởng thành cũng bắt đầu tiếp xúc với tình cảm nam nữ, cậu gặp một bạn nữ cùng lớp dường như là phiên bản thu nhỏ của Tương Cầm - Lâm Hảo Mỹ, ngốc nghếch như Dụ Thụ, cậu có nên chấp nhận Lâm Hảo Mỹ như vậy không? |
| Uông Đông Thành                                                                | Kim Nguyên Phong (A Kim)                           | Ikezawa Kinnosuke    | Bạn cùng lớp thời trung học của Viên Tương Cầm, chồng của Christine Robin | Sinh ngày 9 tháng 12 năm 1972 (theo nội dung phim), bạn cùng lớp của Tương Cầm, không thông minh lắm, có tài nấu ăn. Anh ấy phải lòng Tương Cầm từ năm đầu tiên trung học, và mong ước lớn nhất là được kết hôn với Tương Cầm. Để có thể chung tay cùng Tương Cầm tạo nên một ngôi nhà tươi đẹp sớm nhất có thể, sau khi tốt nghiệp cấp 3, anh đã không đi học mà ban ngày làm việc trong nhà ăn của trường và học việc tại Hạnh phúc tiểu quán của chú Tài (ba của Tương Cầm) vào ban đêm. Căng thẳng cốt truyện lớn nhất trong phần tiếp theo là A Kim gặp Christine. A Kim lúc đầu không thích người khác ngoài Viên Tương Cầm đã dần rung động trước sự ngây thơ của đối phương và kết thúc tình yêu lâu dài của mình với Tương Cầm bằng việc kết hôn với Christine. |
| Lưu Dung Gia                                                                   | Lưu Nhã Nông/Thạch Lưu Nông                        | Komori Jinko         | Bạn thân của Tương Cầm | Một người bạn cùng lớp từ trường trung học với Viên Tương Cầm, cô ấy là một người chị em tốt của Tương Cầm, tính cách vui vẻ và có chút gì đó của một người chị gái. Cô và Thuần Mỹ âm thầm bảo vệ Tương Cầm. Mặc dù cô luôn nghĩ ra một số ý tưởng tồi tệ, nhưng chỉ xuất phát từ lòng tốt dành cho Tương Cầm, điều này luôn khiến mọi người cảm thấy bất an. |
| Dương Bội Đình                                                                 | Lâm Thuần Mỹ                                       | Satomi Ishikawa      | Bạn học trung học Viên Tương Cầm, vợ của A Bố, con dâu của mẹ A Bố | Cô và Lưu Nông cũng là chị em tốt của Tương Cầm, tính tình hiền lành, nhút nhát nhưng nếu Tương Cầm làm sai, cô sẽ cố gắng hết sức giúp Tương Cầm thoát khỏi cái sai đó. Ở trường đại học, cô gặp A Bố, con trai của Đa Kim, và bắt đầu một câu chuyện tình yêu lãng mạn và thơ mộng. Tuy nhiên, trước khi tốt nghiệp, cô phát hiện ra mình có thai, mẹ chồng con dâu đến sớm đã xảy ra một cuộc giằng co, với sự giúp đỡ của người bạn Tương Cầm đã có rất nhiều tình tiết vui nhộn, ấm áp và những tình tiết cảm động. Nhờ Tương Cầm giúp đỡ hết mình nên cô mới hạ sinh đứa bé an toàn. |
| Lâm Gia Dư (Lâm Hảo Mỹ còn nhỏ) Mạnh Cảnh Như (Lâm Hảo Mỹ thiếu niên)          | Lâm Hảo Mỹ                                         | Sagawa Yoshimi       | Bạn gái của Giang Dụ Thụ | Là học sinh lớp F, học sinh của Viên Tương Cầm trong thời gian thực tập tại trường. Yêu thầm Giang Dụ Thụ, với sự giúp đỡ của Tương Cầm, cuối cùng cô cũng yêu Dụ Thụ. |
| Tu Kiệt Khải                                                                   | Châu Truyền Tân                                    | Funatsu Seiichi      | Sinh viên y khoa cùng lớp với Giang Trực Thụ, | Cậu luôn có điểm số xuất sắc. Cậu chọn học tại Đại học Khang Nam chỉ để "đánh bại Giang Trực Thụ!". Cậu từng cưỡng hiếp Viên Tương Cầm để chọc giận Giang Trực Thụ nhưng bị Giang Trực Thụ ngăn lại kịp lúc. Cậu luôn học chăm chỉ mỗi ngày. Thông thường, cậu thích đọc sách và toàn bộ y học không thể tách rời khỏi mối quan hệ. Cậu là một con mọt sách thực sự, nhưng lại vô tình yêu Chương Ni Na, để mọi người rơi qua kính. |
| Đường Vũ Triết                                                                 | Âu Dương Can                                       | Kiki Youmotoki       | Sinh viên điều dưỡng cùng lớp với Viên Tương Cầm | Cậu có ngoại hình xinh đẹp dễ bị nhầm là con gái, luôn thích chọc phá các bạn trong lớp, thực ra cậu rất quan tâm đến mọi người xung quanh, mục tiêu thi vào khoa điều dưỡng là có thể mặc áo khoác trắng khi đội mũ, đội mũ y tá tượng trưng cho Nam Đinh Các Nhĩ thề vì mọi người. |
| Tăng Thiếu Tông                                                                | Dương Khải Thái                                    | Kamogari Keita       | Sinh viên điều dưỡng cùng lớp với Viên Tương Cầm | Tính cách của cậu ấy rất ngay thẳng nên cậu ấy tin rằng y tá có sứ mệnh thiêng liêng và chăm sóc bệnh nhân tốt là mục đích duy nhất của họ. Cậu thích Viên Tương Cầm, nhưng cậu cũng hiểu rằng hai người Giang Trực Thụ và Viên Tương Cầm không thể để kẻ thứ ba xen vào tình cảm bền chặt của họ nên cậu lặng lẽ bỏ cuộc, trở thành người bạn tốt nhất sẽ luôn bảo vệ Viên Tương Cầm. |
| Ngũ Hùng (Thái Nghi Trân)                                                      | La Trí Nghi                                        | Ogura Tomoko         | Sinh viên điều dưỡng cùng lớp với Viên Tương Cầm | Cô có vẻ ngoài thanh tú, nhỏ nhắn, ăn nói nhẹ nhàng, có khí chất của một tiểu công chúa, rất dịu dàng và ân cần đối với mọi người, sẽ có một sự bốc đồng không thể giải thích được, và ánh mắt rực rỡ vô cùng phấn khích sẽ nở ra trong mắt cô. |
| Giang Bội Trân                                                                 | Chương Ni Na                                       | Shinagawa Marina     | Sinh viên điều dưỡng cùng lớp với Viên Tương Cầm | Cô ấy có thân hình nóng bỏng và tính cách vui vẻ, cô ấy là hạt dẻ cười trong mắt mọi người. Lúc đầu cô thích Giang Trực Thụ. Sau khi bị ảnh hưởng bởi một tình bạn, cô ấy bị mê hoặc bởi những người lạ trong khoa y, và cô ấy bắt đầu theo đuổi đam mê của chính mình, điều gì sẽ xảy ra với một cặp đôi hạnh phúc? |
| Thụy Sa (Larisa Bakurova)                                                      | Christine Robin                                    | Kurisutinu Robinsu   | Sinh viên trao đổi từ Vương quốc Anh, hôn thê của A Lỗ Bang, vợ của Kim Nguyên Phong | Từ chối kết hôn với A Lỗ Bang, rời Vương quốc Anh sang Đài Loan tiếp tục đi học và tìm bạn trai. Cô ấy là một cô gái đáng yêu, hồn nhiên, nhiệt tình và dũng cảm tiến lên vì tình yêu của mình. Tính cách giống nhau khiến cô trở thành bạn tốt với Viên Tương Cầm, cô yêu A Kim (Kim Nguyên Phong) ngay từ cái nhìn đầu tiên. Cô cố gắng học cách trở thành một người phụ nữ truyền thống gốc Hoa của Đài Loan. Chỉ để có được sự sủng ái của người mình yêu, tinh thần không bao giờ bỏ cuộc sau những thất bại và trận chiến liên tiếp cuối cùng đã gõ cửa trái tim đã đóng chặt từ lâu của A Kim. |
| Ái Sa (Aisa Senda)                                                             | Ngô Mã Lệ                                          | Horiuchi Mari        | Kết hôn với A Xảo ở Guam | Đã đính hôn nhưng lại thích Giang Trực Thụ, làm nhiều cách để kéo Giang Trực Thụ bỏ Viên Tương Cầm mà yêu cô. Sau đó cô làm lành với vị hôn phu là A Xảo, làm đám cưới với A Xảo trên đảo Guam và trở thành bạn của Viên Tương Cầm và Giang Trực Thụ. |
| Cốc Huyễn Thuần                                                                | A Xảo                                              | Aqiao                | Kết hôn với Mã Lệ ở Guam | Thấy vị hôn thê Ngô Mã Lệ của mình tán tỉnh Giang Trực Thụ nên cậu nổi giận với Ngô Mã Lệ. Sau đó cậu làm lành với Ngô Mã Lệ, làm đám cưới với Ngô Mã Lệ trên đảo Guam, trở thành bạn của Viên Tương Cầm và Giang Trực Thụ. |
| Cù Hữu Ninh (đạo diễn)                                                         | Mục Sư                                             |                      | | Trên máy bay đến Guam, Viên Tương Cầm tưởng tượng ra cảnh ly hôn với Giang Trực Thụ ở sân bay. Ông là mục sư chủ trì vụ ly hôn này. |
| Cù Hữu Ninh (đạo diễn)                                                         | Hắc nhân (người đàn ông da đen)                    |                      | | A Kim bị cảnh sát đưa đến trại tạm giam, người đàn ông da đen (Hắc nhân) đang ở trong trại giam với cậu. |
| Cù Hữu Ninh (đạo diễn)                                                         | Công xa đại thẩm (phụ nữ xe buýt)                  |                      | | Xuất hiện trong cửa hàng mới mở của A Kim |
| Trần Tịnh Nghi                                                                 | Hoàn Tử                                            |                      | Nhân viên của Hạnh phúc tiểu quán | |
| Vương Thức Hiện/Jason Wang                                                     | Vương Hạo Khiêm                                    | Sudo Senpai          | Bạn cùng trường Đại học và cùng câu lạc bộ quần vợt ở trường Đại học với Giang Trực Thụ | Cậu thích Bùi Tử Du và đã theo đuổi Bùi Tử Du. Sau khi tốt nghiệp, cậu làm việc cho một công ty xe hơi với vai trò nhân viên kinh doanh |
| Hứa Vỹ Ninh                                                                    | Bùi Tử Du                                          | Matsumoto Yuko       | Tình dịch của Tương Cầm | Xuất thân giàu có, thông minh, xinh đẹp, là nữ thần trong mắt vô số các chàng trai. Vì cho rằng bản thân quá hoàn mỹ nên trong mắt Tử Du chỉ có Trực Thụ mới xứng với mình. Cô chọn vào Đại học Khang Nam để theo học tại Học viện Công nghệ cùng lớp với Trực Thụ. Lúc đầu giành Trực Thụ gay gắt với Tương Cầm, sau đó thấy Trực Thụ hẹn hò với Bạch Huệ Lan, cô chuyển sang hợp tác cùng Tương Cầm kéo Trực Thụ về lại với Tương Cầm. Mặc dù rất thích Giang Trực Thụ nhưng cô ấy cũng là một người phụ nữ liều lĩnh, biết nhường nhịn và buông bỏ. |
| Mã Niệm Tiến                                                                   | Đỗ Trạch Sâm                                       | Orochimaru           | Bác sĩ phẫu thuật thứ ba ở bệnh viện Khang Nam. | Thích đàn ông hơn phụ nữ. |
| Quan Thông                                                                     | Ông ngoại Giang Trực Thụ                           |                      | Ông ngoại Giang Trực Thụ, bố của vợ Giang Vạn Lợi, bố vợ của Giang Vạn Lợi, ông ngoại chồng của Viên Tương Cầm                                                                                              | Ông ấy rất yêu Giang Trực Thụ và không hài lòng với việc Giang Trực Thụ kết hôn với Viên Tương Cầm mà không xin phép ông. Khi Giang Trực Thụ đưa Viên Tương Cầm về quê, ông ấy yêu cầu Tương Cầm trở thành cháu dâu lý tưởng của mình và sau đó đã thừa nhận Tương Cầm |
| Viêm Á Luân                                                                    | A Bố                                               | Takami Ryo           | Con trai của mẹ A Bố, chồng của Lâm Thuần Mỹ | Mặc dù rất yêu Lâm Thuần Mỹ, nhưng anh lại bị sự uy nghiêm của mẹ mình kìm hãm và anh bị trì trệ nhiều thứ. Cuối cùng dưới sự động viên và kích lệ của Viên Tương Cầm, anh quyết định phấn đấu để giành được hạnh phúc cho tình yêu của mình, điều này cũng được mẹ anh công nhận. |
| Bì Lê                                                                          | Mẹ A Bố                                            |                      | Mẹ của A Bố, mẹ chồng của Thuần Mỹ | Khuôn mặt tốt, tạo ra vẻ đẹp thuần khiết thực sự nhất trong đám cưới của A Bố và Thuần Mỹ. Sau đó Thuần Mỹ tự nói chuyện với chính mình để cải thiện mối quan hệ giữa mẹ chồng và con dâu. |
| Lâm Thư Ngữ                                                                    | Hứa Thu Hiền                                       | Nagasawa Akiko       | | Dương Khải Thái là một bệnh nhân trong thời gian cô ấy thực tập ở bệnh viện, và sau đó cô ấy đã yêu Dương Khải Thái. |
| Khâu Tú Mẫn                                                                    | Khâu Võng Yêu                                      | Yoshida Toyo         | Bệnh nhân của Viên Tương Cầm và Giang Trực Thụ trong thời gian hai người đang là thực tập sinh tại bệnh viện                                                                                                | Say mê Giang Trực Thụ, ghét Viên Tương Cầm, thích trêu chọc Viên Tương Cầm, và dần dần bị rung động bởi sự ngây thơ và tính cách kiên cường của Tương Cầm. |
| Bắc Thôn Phong Tình                                                            | Trương Thanh Vũ                                    |                      | Chủ tịch câu lạc bộ hoạt hình của Đại học Khang Nam | Một bệnh nhân của Chương Ni Na khi Ni Na đang thực tập trong bệnh viện. Ông ấy đã quen biết Viên Tương Cầm từ trước. |
| Hồ Bội Oánh                                                                    | Triệu Thanh Thủy                                   | Hosoi Sayuri         | Y tá trưởng tại bệnh viện Khang Nam | |
| Giản Gia Vân                                                                   | Trương Quân Nhã                                    | Shiina Nami          | | Cô bé ấy bị đau tim và là bệnh nhân nhỏ của Giang Trực Thụ khi cậu ấy đang phục vụ ở bệnh viện Mã Tổ (Matsu). Cô bé ấy thích Giang Trực Thụ. |
| Lục Minh Quân                                                                  | Mẹ Trương Quân Nhã                                 | Nami no haha         | Mẹ của Trương Quân Nhã | Thích Giang Trực Thụ |
| Lâm Dụ Phong                                                                   | Tiểu Khả                                           | He San Jiujiu        | Cậu thứ ba của Viên Tương Cầm, em trai của Hoàng Thu Cúc, em vợ của Viên Hữu Tài | Rất hiếu khách, thích đón tiếp khách sáo, nên có tài thường khó đối phó. |
| Chu Đức Cương                                                                  | Tôn Hi Hằng                                        | Nishigaki Azumaba    | Bác sĩ phẫu thuật thứ ba ở bệnh viện Khang Nam | Ông ấy thích Viên Tương Cầm |
| Vương Tử (Khưu Thăng Dực)                                                      | Đinh Hải Nặc                                       | Non Chan             | | Biệt danh là Arno, siêu mẫu NOBU, người nổi tiếng trong lĩnh vực điện ảnh và truyền hình, bệnh nhân của Giang Trực Thụ, mắc bệnh tim. Là người bạn thời thơ ấu của Giang Dụ Thụ trong bệnh viện, cha mẹ đã ly hôn, thích chơi với Viên Tương Cầm. |
| Vương Đế Quân                                                                  | Chương Lang                                        |                      | | Bạn học trung học của Viên Tương Cầm và là huynh đệ tốt của Kim Nguyên Phong (A Kim). |
| Ngô Văn Hồng                                                                   | A Hồng                                             |                      | | Bạn học trung học của Viên Tương Cầm và là huynh đệ tốt của Kim Nguyên Phong (A Kim). |

## Nhạc phim

### Phần 1: It Started With A Kiss
Nhạc phim Thơ Ngây 1 (It Started With A Kiss Original Soundtrack) (惡作劇 之 吻 電視 原聲 帶) được phát hành vào ngày 14 tháng 10 năm 2005 bởi Various Artists thuộc Alfa Music. Album bao gồm 13 bài hát, trong đó một bài, Love Ocean của Diệp Khánh Long có phiên bản tiếng Anh mang tên Sky. Bài hát chủ đề mở đầu là Say U Love Me của Jason (Vương Thức Hiện) và Lara (Lương Tâm Di), trong khi bài hát chủ đề kết thúc là của Wang Lan Yin (Vương Lam Nhân) có tên 惡作劇 hoặc Practical Joke.
| STT | Tên bài hát                                               | Ca sĩ                                               |
| --- | --------------------------------------------------------- | --------------------------------------------------- |
| 1.  | "Dream Waltz inst."                                       |                                                     |
| 2.  | "Say U Love Me"                                           | Lương Tâm Di (Lara) và Vương Thức Hiện (Jason Wang) |
| 3.  | "Meet" (遇到)                                             | Phương Nhã Hiền                                     |
| 4.  | "Love Ocean" (愛情海)                                     | Diệp Khánh Long                                     |
| 5.  | "Heard" (聽見)                                            | Phương Nhã Hiền                                     |
| 6.  | "Say U Love Me" (guitar version)                          |                                                     |
| 7.  | "Come A Little Closer" (靠近一點點)                       | Lương Tâm Di (Lara)                                 |
| 8.  | "Can We" (能不能)                                         | Vương Thức Hiện (Jason Wang) và Ôn Lam              |
| 9.  | "The Whole World Could Hear" (全世界的人都知道)           | Vương Du Quân                                       |
| 10. | "Peaceful World guitar ver." (和平世界)                   | Lương Tâm Di (Lara) và Vương Thức Hiện (Jason Wang) |
| 11. | "Regret" (後悔)                                           | Hà Thư Vũ                                           |
| 12. | Trò Đùa Tinh Nghịch/Practical Joke (Ác tác kịch - 惡作劇) | Vương Lam Nhân                                      |
| 13. | "Sky" (Love Ocean English ver.)                           | Diệp Khánh Long                                     |

### Phần 2: They Kiss Again
Nhạc phim Thơ Ngây 2 (hey Kiss Again Original Soundtrack) (惡作劇2吻電視原聲) được phát hành vào ngày 28 tháng 12 năm 2007 bởi Various Artists thuộc Avex Taiwan. Album bao gồm 11 bài hát, trong đó ba trong số chúng là phiên bản hòa tấu của một số bài hát. Bài hát chủ đề mở đầu là Hạnh phúc hợp tác xã (Happiness Cooperative) do Phạm Hiểu Huyên (Mavis Fan) trình bày, trong khi bài hát chủ đề kết thúc là của Lâm Y Thần có tên Nễ (You) hoặc 你.
| STT | Tên bài hát                                                                                          | Ca sĩ                                         |
| --- | --- | --------------------------------------------- |
| 1.  | "Hạnh phúc hợp tác xã"/Happiness Cooperative (幸福合作社)                                            | Phạm Hiểu Huyên (Mavis Fan)                   |
| 2.  | "Nễ"/You (你)                                                                                        | Lâm Y Thần                                    |
| 3.  | "Trung ư nguyên vị"/Loyal Flavor (忠於原味)                                                          | Trịnh Nguyên Sướng                            |
| 4.  | "Be Your Superman"                                                                                   | Vương Uy Đăng                                 |
| 5.  | "Tàng tại vi tiếu lý đích bí mật"/The Secrets Hidden In The Smile (藏在微笑裡的秘密)                 | Triệu Vịnh Hoa                                |
| 6.  | "Nễ tăng kinh nhượng ngã tâm động"/Have You Ever Let My Heart (你曾經讓我心動)                       | Tạ Hòa Huyền                                  |
| 7.  | "Heaven"                                                                                             | Hàn (Thái Hàm Sầm), Ngũ Hùng (Thái Nghi Trân) |
| 8.  | "Hạnh phúc hợp tác xã"/Happiness Cooperative (幸福合作社) (Diễn tấu khúc)                            |                                               |
| 9.  | "Nễ"/You (你) (Diễn tấu khúc)                                                                        |                                               |
| 10. | "Tàng tại vi tiếu lý đích bí mật"/The Secrets Hidden In The Smile (藏在微笑裡的秘密) (Diễn tấu khúc) |                                               |
| 11. | "Nễ"/You (你) (Huyền nhạc bản)                                                                       | Lâm Y Thần                                    |

| Tên đĩa                                           | Nội dung |
| ------------------------------------------------- | --- |
| They Kiss Again Original Soundtrack Trực Thụ bản  | Nội dung Nội dung DVD: 1. Những mẩu tin nổi bật của Ác tác kịch (Trò đùa tinh nghịch) 2. Kỷ niệm tuần trăng mật ở Guam của Trực Thụ và Tương Cầm 3. Việc đi nghĩa vụ quân sự ở Matsu (Mã Tổ) của Trực Thụ 4. Hậu trường bài hát Trung ư nguyên vị của Tiểu Tổng (Trịnh Nguyên Sướng) 5. Những lời chúc ngọt ngào của Tiểu Tổng (Trịnh Nguyên Sướng) |
| They Kiss Again Original Soundtrack Tương Cầm bản | Nội dung Nội dung CD: 1. 10 bài hát + "Nễ"/You(Huyền nhạc bản) Nội dung DVD: 1. Những mẩu tin nổi bật của Ác tác kịch (Trò đùa tinh nghịch) 2. Kỷ niệm tuần trăng mật ở Guam của Trực Thụ và Tương Cầm 3. Hậu trường Ác tác kịch (Trò đùa tinh nghịch) Thường tiên bản 4. MV bài hát "Nễ"/You 5. Những lời chúc ngọt ngào của Y Thần                |

## Những điều thú vị của bộ phim

### Phần 1: It Started With A Kiss
- Trong tập 1, ngôi nhà của Viên Tương Cầm bị sập do động đất, nhưng những ngôi nhà xung quanh vẫn ổn.
- Cũng trong tập 1, một phóng viên tin tức nổi tiếng của Đài GTV (do Mã Niệm Tiến thủ vai) trở thành bác sĩ trong Thơ Ngây 2.
- Trong tập 14, Giang Trực Thụ (Trịnh Nguyên Sướng thủ vai) chạy ra khỏi nhà vì bị mẹ tát và Viên Tương Cầm (Lâm Y Thần thủ vai) đuổi anh ta ra ngoài. Trên đoạn đường lên dốc của cầu vượt, rõ ràng là họ đều mang đôi giày, nhưng khi lên đến đỉnh cầu vượt, chúng đã biến thành đôi dép.
- Trong tập 17, Bạch Huệ Lan (Bạch Hâm Huệ thủ vai) đã gọi cho Giang Trực Thụ (Trịnh Nguyên Sướng thủ vai), số điện thoại hiển thị trên màn hình điện thoại di động của Giang Trực Thụ thực chất là số điện thoại di động của đơn vị sản xuất. Số điện thoại này được chụp ảnh rõ ràng đến nỗi một số fan của bộ phim đã gọi theo nhóm (với mong muốn được nói chuyện với Trịnh Nguyên Sướng ngoài đời vì họ nghĩ đây là số của Trịnh Nguyên Sướng) khiến điện thoại bị hỏng.
- Trong tập 18, A Kim (Uông Đông Thành thủ vai) đi xe chở Viên Tương Cầm (Lâm Y Thần thủ vai) trong một buổi hẹn hò dưới trời mưa, và mũ bảo hiểm ngay lập tức được đổi với nhau trên đường đi. Kết thúc tình tiết trong tập 20, vì A Kim lo lắng rằng mũ bảo hiểm của Viên Tương Cầm sẽ khiến khuôn mặt cô bị dính mưa nên đã đổi mũ bảo hiểm cho Viên Tương Cầm.
- Trong tập 20, trong cảnh Giang Trực Thụ (Trịnh Nguyên Sướng thủ vai) và Viên Tương Cầm (Lâm Y Thần thủ vai) quỳ gối ở lối ra vào của tập đoàn Đại Tuyền, đầu của hai người dựa vào nhau khi máy quay quay từ phía sau, nhưng sau đó một cảnh quay từ phía trước, chỉ có Viên Tương Cầm đang dựa vào vai của Giang Trực Thụ.
- Bài hát kết thúc Trò Đùa Tinh Nghịch/Practical Joke (惡作劇 - Ác tác kịch) được Lâm Y Thần hát vào năm 2009 và nằm trong album solo đầu tiên Happy Encounter của cô.

### Phần 2: They Kiss Again

#### Một người đóng nhiều vai
Một số nhân vật ngắn ngủi trong Thơ Ngây 2 do các diễn viên hoặc thành viên đoàn phim thủ vai, chẳng hạn như:
| Tập phim | Chi tiết | Diễn viên/Người đoàn phim |
| -------- | --- | ------------------------- |
| Tập 1    | Giang Trực Thụ và Viên Tương Cầm đang trên máy bay đến Guam, một số hành khách trên ghế                                            | Những người của đoàn phim |
| Tập 1    | Viên Tương Cầm tưởng tượng cảnh ly hôn với Giang Trực Thụ tại sân bay lên máy bay đi Guam, người đóng vai mục sư chủ trì vụ ly hôn | Đạo diễn Cù Hữu Ninh      |
| Tập 1    | A Kim bị cảnh sát đưa đến trại tạm giam, người da đen ở cùng trại giam với anh ta                                                  | Đạo diễn Cù Hữu Ninh      |
| Tập 5    | Hôn phu người Anh của Christine là A Lỗ Bang                                                                                       | Trịnh Nguyên Sướng        |
| Tập 7    | Trong ảo giác của Viên Tương Cầm, cảnh hôn với Giang Trực Thụ qua khẩu trang, giọng nói của một bệnh nhân nằm trên giường          | Đạo diễn Cù Hữu Ninh      |
| Tập 9    | Giọng của giáo viên bộ môn y tế trong giờ học thí nghiệm giải phẫu tổng thể ở lớp của Giang Trực Thụ                               | Đạo diễn Cù Hữu Ninh      |
| Tập 13   | Vào đầu đám cưới của A Bố và Lâm Thuần Mỹ, người nâng ly chúc mừng mẹ A Bố và gọi mẹ A Bố là "Đại tỷ"                              | Đạo diễn Cù Hữu Ninh      |
| Tập 16   | Mẹ của Viên Tương Cầm ôm con Tương Cầm trong bệnh viện                                                                             | Lâm Y Thần                |
| Tập 19   | Nhà hàng mới mở của A Kim "Hạnh phúc tiểu quán", trong số những vị khách, một phụ nữ xe buýt xuất hiện trong bộ phim               | Đạo diễn Cù Hữu Ninh      |

#### Diễn viên đóng các vai khác nhau trong Thơ Ngây 1 và Thơ Ngây 2
- Mã Niệm Tiến, người đóng vai Đỗ Trạch Sâm trong Thơ Ngây 2, được cư dân mạng phát hiện rằng anh từng đóng vai khách mời là một phóng viên kênh GTV trong tập đầu tiên của Thơ Ngây 1.

#### Trĩ Thụ tiết (Arbor Day)
Hàng năm, vào ngày 12 tháng 3, ngày "Ngày Cây xanh" (Trĩ Thụ tiết - Arbor Day), diễn ra là ngày "trồng cây" và nhân vật "Trực Thụ" trong bộ phim có cách phát âm giống "Trĩ Thụ" trong tiếng Quan Thoại, vì vậy một số người hâm mộ của bộ phim đã đổi tên ngày này từ "Trĩ Thụ tiết" thành "Trực Thụ tiết".

## Ratings của bộ phim khi phát sóng tạiĐài Loan

### Phần 1: It Started With A Kiss (Phát sóng vào 22:00 Chủ nhật hàng tuần)
| Ngày phát sóng            | Tập phim | Ratings | Ratings cao nhất                                 | Ghi chú                                                                 |
| ------------------------- | -------- | ------- | ------------------------------------------------ | ----------------------------------------------------------------------- |
| Ngày 25 tháng 9 năm 2005  | Tập 1    | 3.03    |                                                  | Buổi ra mắt                                                             |
| Ngày 2 tháng 10 năm 2005  | Tập 2    | 3.09    |                                                  |                                                                         |
| Ngày 9 tháng 10 năm 2005  | Tập 3    | 4.18    |                                                  |                                                                         |
| Ngày 16 tháng 10 năm 2005 | Tập 4    | 2.57    |                                                  |                                                                         |
| Ngày 23 tháng 10 năm 2005 | Tập 5    | 3.85    |                                                  |                                                                         |
| Ngày 30 tháng 10 năm 2005 | Tập 6    | 3.75    | Nhóm tuổi từ 15 đến 24 có rating cao hơn là 12.5 |                                                                         |
| Ngày 6 tháng 11 năm 2005  | Tập 7    | 3.99    | Nhóm tuổi từ 15 đến 24 có rating lên đến 9.48    |                                                                         |
| Ngày 13 tháng 11 năm 2005 | Tập 8    | 4.25    |                                                  |                                                                         |
| Ngày 20 tháng 11 năm 2005 | Tập 9    | 3.84    |                                                  |                                                                         |
| Ngày 27 tháng 11 năm 2005 | Tập 10   | 3.85    |                                                  |                                                                         |
| Ngày 4 tháng 12 năm 2005  | Tập 11   | 4.15    |                                                  |                                                                         |
| Ngày 11 tháng 12 năm 2005 | Tập 12   | 4.10    |                                                  |                                                                         |
| Ngày 18 tháng 12 năm 2005 | Tập 13   | 4.27    |                                                  |                                                                         |
| Ngày 25 tháng 12 năm 2005 | Tập 14   | 3.94    |                                                  | Ngày Giáng sinh Tập phim có nội dung về ngày Giáng sinh                 |
| Ngày 1 tháng 1 năm 2006   | Tập 15   |         |                                                  |                                                                         |
| Ngày 8 tháng 1 năm 2006   | Tập 16   |         |                                                  |                                                                         |
| Ngày 15 tháng 1 năm 2006  | Tập 17   |         |                                                  |                                                                         |
| Ngày 22 tháng 1 năm 2006  | Tập 18   | 4.77    |                                                  |                                                                         |
| Ngày 29 tháng 1 năm 2006  | Tập 19   | 6.00    |                                                  | Mùng một Tết âm lịch 2006 Tập phim là sự mở đầu cho một kết thúc có hậu |
| Ngày 12 tháng 2 năm 2006  | Tập 20   | 6.50    |                                                  | Kết thúc bộ phim                                                        |

### Phần 2: They Kiss Again (Phát sóng vào 22:00 Chủ nhật hàng tuần)
| Ngày phát sóng            | Tập phim                                             | Ratings            | Ratings cao nhất   | Ghi chú |
| ------------------------- | ---------------------------------------------------- | ------------------ | ------------------ | --- |
| Ngày 9 tháng 12 năm 2007  | Ác tác kịch 2 vẫn Thưởng tiên khan (惡作劇2吻搶先看) | 2.23               |                    | Phát sóng từ 23:30 đến 0:00, giới thiệu bộ phim sắp lên sóng |
| Ngày 16 tháng 12 năm 2007 | Tập 1                                                | 3.62               | 1                  | Buổi ra mắt. Xếp hạng cao nhất của phân đoạn là 4.14, và bản phát sóng lại của kênh GTV có mức đánh giá là 1.99 và mức đánh giá cao nhất của phân khúc là 3.04. |
| Ngày 23 tháng 12 năm 2007 | Tập 2                                                | 3.49               | 1                  | Xếp hạng cao nhất trong phân khúc là 3.92 |
| Ngày 30 tháng 12 năm 2007 | Tập 3                                                | 3.07               | 1                  | |
| Ngày 6 tháng 1 năm 2008   | Tập 4                                                | 3.22               | 1                  | |
| Ngày 13 tháng 1 năm 2008  | Tập 5                                                | 3.33               | 1                  | |
| Ngày 20 tháng 1 năm 2008  | Tập 6                                                | 3.83               | 1                  | Xếp hạng cao nhất trong phân khúc là 4.48 |
| Ngày 27 tháng 1 năm 2008  | Tập 7                                                | 3.51               | 1                  | |
| Ngày 3 tháng 2 năm 2008   | Tập 8                                                | 3.94               | 1                  | |
| Ngày 10 tháng 2 năm 2008  | Tập 9                                                | 3.37               | 1                  | |
| Ngày 17 tháng 2 năm 2008  | Tập 10                                               | 3.25               | 1                  | |
| Ngày 24 tháng 2 năm 2008  | Tập 11                                               | 3.43               | 1                  | Đánh giá cao nhất trong phân khúc là 3.91 |
| Ngày 2 tháng 3 năm 2008   | Tập 12                                               | 2.72               | 1                  | |
| Ngày 9 tháng 3 năm 2008   | Tập 13                                               | 2.89               | 1                  | Xếp hạng cao nhất trong phân khúc là 3.37 |
| Ngày 16 tháng 3 năm 2008  | Tập 14                                               | 2.77               | 1                  | |
| Ngày 23 tháng 3 năm 2008  | Tập 15                                               | 2.53               | 2                  | |
| Ngày 30 tháng 3 năm 2008  | Tập 16                                               | 2.84               | 2                  | |
| Ngày 6 tháng 4 năm 2008   | Tập 17                                               | 2.96               | 2                  | |
| Ngày 13 tháng 4 năm 2008  | Tập 18                                               | 2.81               | 2                  | |
| Ngày 20 tháng 4 năm 2008  | Tập 19                                               | 2.44               | 2                  | |
| Ngày 27 tháng 4 năm 2008  | Tập 20                                               | 3.39               | 2                  | Kết thúc bộ phim. Xếp hạng cao nhất trong phân khúc là 4.71 |
| Ratings trung bình        | Ratings trung bình                                   | Ratings trung bình | Ratings trung bình | 3.17 |

Nguồn：AGB尼爾森、中時娛樂

## Sự đón nhận của khán giả

### Phần 1: It Started With A Kiss
Thơ Ngây 1 là một bom tấn thành công cả trong nước và quốc tế, là một trong những bộ phim truyền hình Đài Loan hoành tráng nhất từng được thực hiện và cũng là một trong những bộ phim truyền hình Đài Loan nổi tiếng thành công trên trường quốc tế, đưa tên tuổi Lâm Y Thần vang đến Trung Quốc đại lục . Trịnh Nguyên Sướng, Lâm Y Thần và Uông Đông Thành của Fahrenheit đã nhận được rất nhiều sự yêu mến và ca ngợi cho vai diễn của họ. Bài hát Trò Đùa Tinh Nghịch/Practical Joke (惡作劇 - Ác tác kịch) cuối bộ phim được Vương Lam Nhân trình bày, nhưng trong các buổi quảng bá bộ phim ở khắp Châu Á (Đài Loan, Hàn Quốc, Nhật Bản, Trung Quốc,...), Lâm Y Thần luôn là người trình bày bài hát này.
Trước khi tham gia bộ phim này, Trịnh Nguyên Sướng bị truyền thông Đài Loan đồn rằng anh ấy mang giới tính thứ ba, nhờ bộ phim Thơ Ngây 2005 với Lâm Y Thần này mà hình ảnh của Trịnh Nguyên Sướng đã được truyền thông Đài Loan công nhận là chuẩn đàn ông đích thực (trường hợp tương tự như Hạ Quân Tường, bạn thân của Trịnh Nguyên Sướng, cũng từng bị truyền thông Đài Loan đồn rằng anh ấy mang giới tính thứ ba, cũng nhờ bộ phim Hiệp ước tình yêu 2004 với Lâm Y Thần, Hạ Quân Tường mới được truyền thông Đài Loan công nhận là chuẩn đàn ông đích thực).

### Phần 2: They Kiss Again
- Ngày 16 tháng 12 năm 2007, kênh CTV của Đài Loan đã công chiếu "Thơ Ngây 2", với phân đoạn cao nhất rating 4.14, trung bình rating 3.62 (số lượng người xem 2.463.000 người) đã giành chiến thắng trong bộ phim truyền hình Thần tượng Chủ nhật. Tuy nhiên, cảnh nóng giữa Trịnh Nguyên Sướng và Lâm Y Thần đã bị CTV xóa, khiến đạo diễn Cù Hữu Ninh và cư dân mạng của Đài Loan không hài lòng. CTV tuyên bố rằng cảnh nóng "nam chính ôm và co giật trên thân nữ chính, phát ra tiếng động". Để tránh ảnh hưởng xấu đến trẻ em, phân đoạn đó đã bị cắt bớt mà không gây ảnh hưởng đến cốt truyện[3][4].
- Ngày 19 tháng 12 năm 2007, kênh CTV của Đài Loan đã tổ chức một bữa tiệc mừng. Các diễn viên trong bộ phim là Trịnh Nguyên Sướng, Uông Đông Thành, Hứa Vỹ Ninh và Cốc Huyễn Thuần tham dự[4].
- Ngày 22 tháng 12 năm 2007, kênh CTV của Đài Loan đã phát sóng cảnh giường chiếu dài 4 phút của "Thơ Ngây 2" trên Internet, bao gồm Youtube, Sina.com khi nó được tái bản và đăng tải lên trang web, đã thu hút hàng chục ngàn cư dân mạng xem trong thời gian ngắn, gây bất mãn đối với kênh GTV, vốn dĩ muốn phát sóng bản đầy đủ duy nhất. Kênh GTV nói rằng kênh CTV đã vi phạm nghiêm trọng hợp đồng và yêu cầu CTV lập tức gỡ bỏ tất cả các video khỏi Internet[3][4].
- Ngày 23 tháng 12 năm 2007, cảnh nóng cuồng nhiệt giữa Trịnh Nguyên Sướng và Lâm Y Thần trong "Thơ Ngây 2", kênh GTV đã phát sóng một phiên bản chưa cắt, AGB Nielsen có tỷ suất người xem trung bình là 1.99, với 457.700 người xem, và phân khúc cao nhất là 3.04[3][4].
- Ngày 2 tháng 2 năm 2008, Trịnh Nguyên Sướng, Lâm Y Thần và Đường Vũ Triết đã bay đến Indonesia để quảng bá cho bộ phim. Không may là họ gặp ngay giông bão ở địa phương hiếm gặp. Sân bay ở Jakarta, đường băng của sân bay địa phương bị ngập nặng, thời gian chờ lên máy bay là hơn 2 giờ đồng hồ. Cả nhóm đã đi bộ ra khỏi sân bay Jakarta lúc 23:00. Chuyến bay ban đầu kéo dài 5 giờ đồng hồ. Phải mất 12 giờ đồng hồ họ mới đến nơi[4].
- Ngày 16 tháng 2 năm 2008, Trịnh Nguyên Sướng, Lâm Y Thần, Tăng Thiếu Tông và đạo diễn Cù Hữu Ninh đã tham dự buổi Họp ký Lễ Tạ ơn tại Hội chợ Sách Quốc tế Đài Bắc vào ngày 16 tháng 2 năm 2008[4].

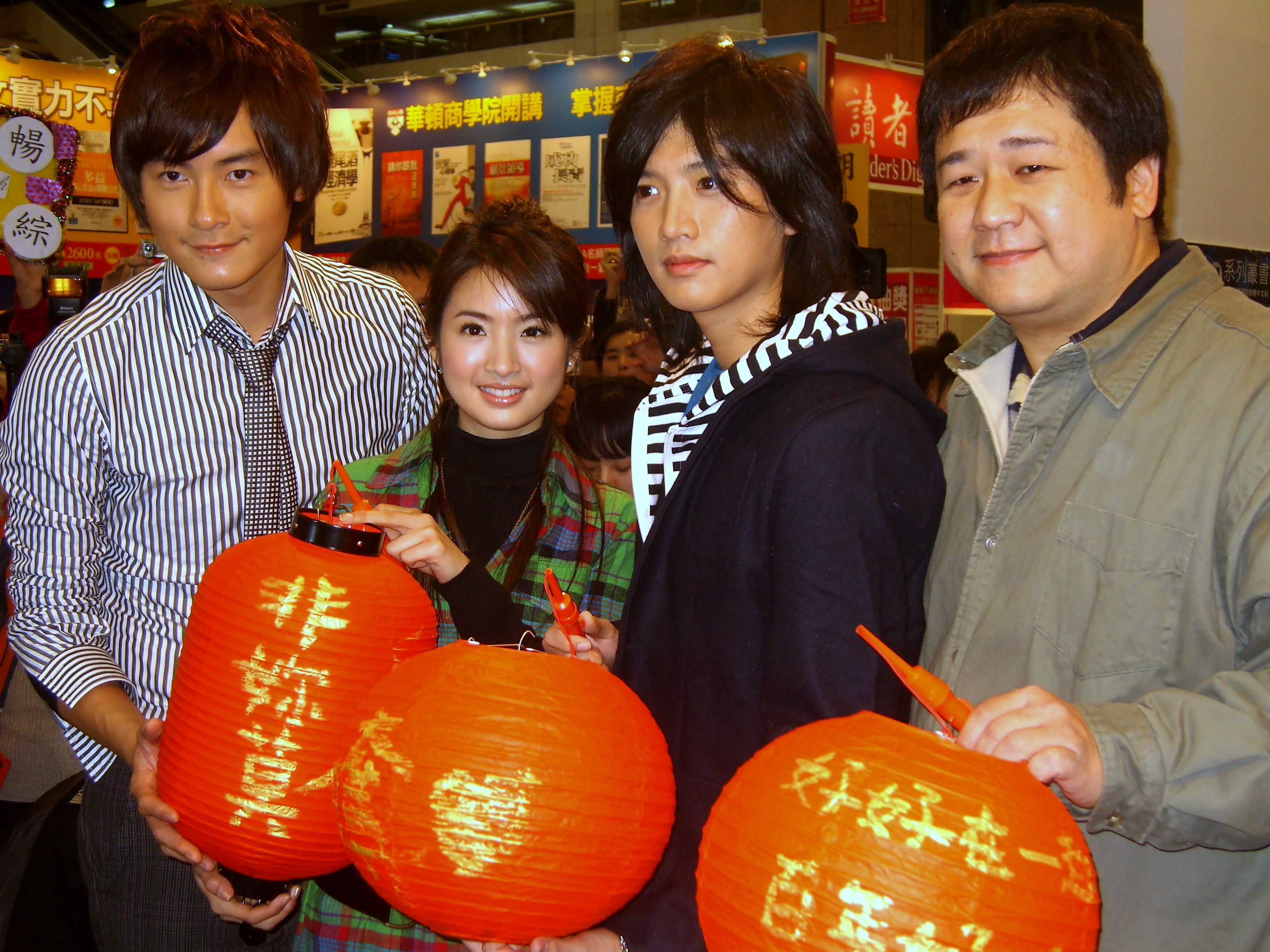
Tại Hội chợ Sách Quốc tế Đài Bắc, ba nhân vật chính và đạo diễn đã tham gia buổi ký tặng。
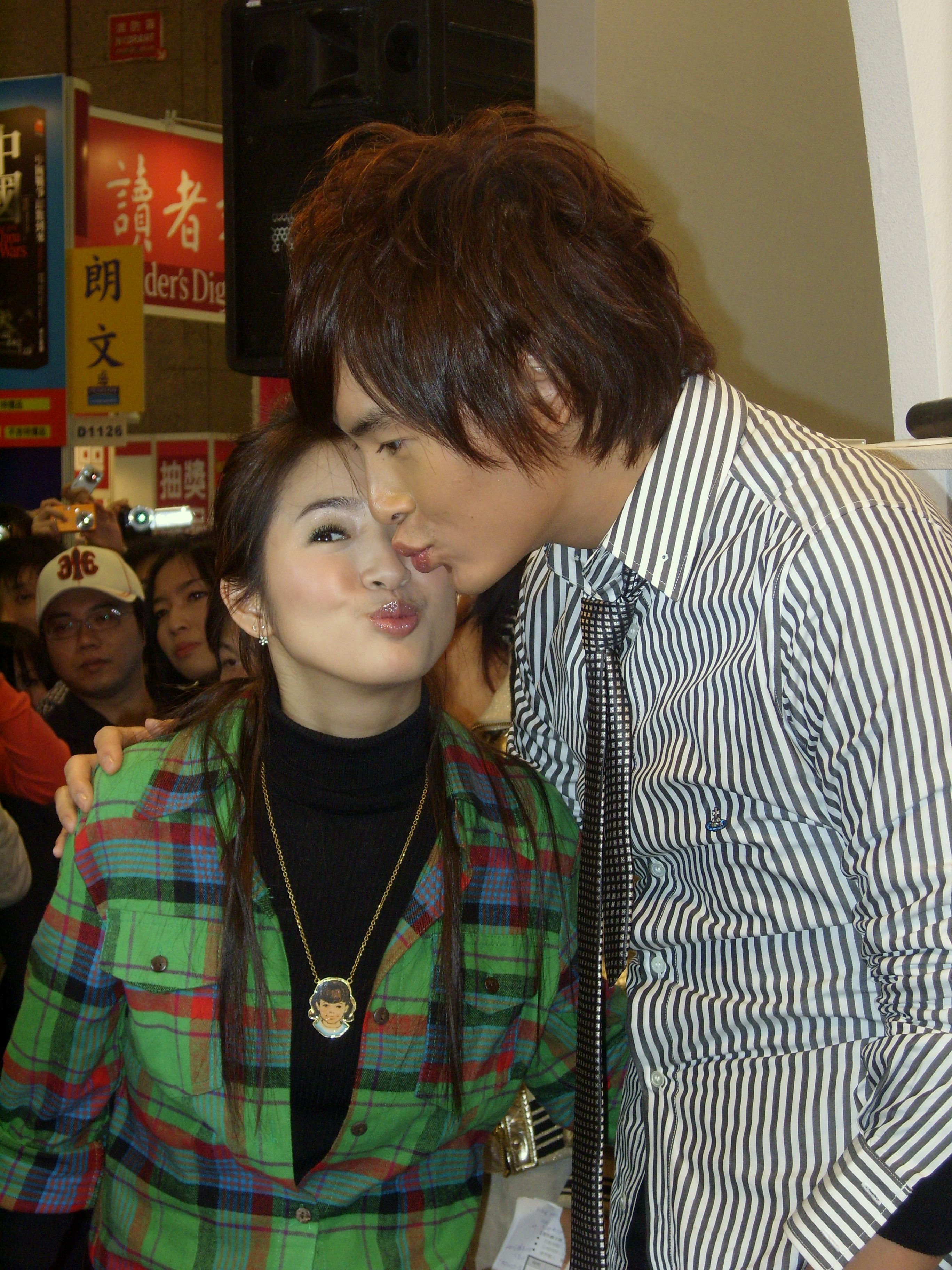
Lâm Y Thần, Trịnh Nguyên Sướng bĩu môi và giả vờ hôn trong một cử chỉ ngọt ngào, đã thu hút sự chú ý của giới truyền thông, người hâm mộ điện ảnh và người hâm mộ sách.

- Ngày 23 tháng 3 năm 2008, kênh CTV của Đài Loan đã phát sóng tập 15 của "Thơ Ngây 2", trong đó một cảnh giữa Giang Dụ Thụ và Lâm Hảo Mỹ đã bị kênh CTV xóa, điều này đã khiến Cù Hữu Ninh để lại tin nhắn trong khu vực thảo luận của kênh CTV để bày tỏ sự không hài lòng[4].
- Ngày 25 tháng 4 năm 2008 đến ngày 26 tháng 4 năm 2008, Trịnh Nguyên Sướng, Lâm Y Thần, Uông Đông Thành đã đến Seoul, Hàn Quốc để quảng bá bộ phim. Lâm Y Thần với một tiếng Hàn trôi chảy và hơn 1500 người hâm mộ đã gặp mặt trực tiếp Trịnh Nguyên Sướng, Lâm Y Thần, Uông Đông Thành ở Buncheon. Rồi các diễn viên đã bay đến Tokyo, Nhật Bản lúc 20:00 cùng ngày 26 tháng 4 năm 2008 để quảng bá cho bộ phim[4].
- Ngày 27 tháng 4 năm 2008 đến ngày 29 tháng 4 năm 2008 Trịnh Nguyên Sướng, Lâm Y Thần, Uông Đông Thành đã tổ chức một buổi ký tặng ở Odaiba, Tokyo, Nhật Bản. Hơn 2500 người hâm mộ đã tham dự. Cuối ngày 29 tháng 4 năm 2008 họ bay về Đài Loan[4].
- Ngày 21 tháng 6 năm 2008, Trịnh Nguyên Sướng, Lâm Y Thần, Đường Vũ Triết và Tăng Thiếu Tông đã đến Hồng Kông để tuyên truyền cho bộ phim, và họ đến công viên Discovery Park 愉景新城, Thuyên Loan (Tsuen Wan), bối cảnh được cố tình sắp xếp như một địa điểm hôn lễ[4].
- Ngày 22 tháng 6 năm 2008, Trịnh Nguyên Sướng, Lâm Y Thần, Đường Vũ Triết và Tăng Thiếu Tông tổ chức Fan Party ở công viên Discovery Park 愉景新城, Thuyên Loan (Tsuen Wan) , Hồng Kông. Sang ngày 23 tháng 6 năm 2008, họ bay về Đài Loan[4].
- Ngày 27 tháng 6 năm 2008, Trịnh Nguyên Sướng và Đường Vũ Triết đã đến Batu Pahat Peak Plaza của Malaysia để quảng bá cho "Thơ Ngây 2", tổ chức 1 buổi ký tặng và hơn 5000 người hâm mộ tham dự[4].
- Ngày 28 tháng 6 năm 2008, Trịnh Nguyên Sướng và Đường Vũ Triết đã tổ chức một buổi ký tặng tại khách sạn USJ Summit, Malaysia. Sang ngày 29 tháng 6 năm 2008, họ bay về Đài Loan[4].
- Bộ phim Thơ Ngây 2 (They Kiss Again) (2007 - 2008) này có rating trung bình là 3.17, trở thành một trong những bộ phim thần tượng có rating cao nhất, giúp Lâm Y Thần đoạt giải Nữ diễn viên chính xuất sắc nhất phim truyền hình tại Lễ trao giải Kim Chung lần thứ 43 vào ngày 31 tháng 10 năm 2008, khiến cô trở thành nữ diễn viên đầu tiên trong lịch sử giành được giải thưởng này với một bộ phim thần tượng[18].
- Ngày 20 tháng 7 năm 2009, Trịnh Nguyên Sướng, Lâm Y Thần, Đường Vũ Triết đã đến Nhật Bản, tố chức sự kiện Ác tác kịch chi vẫn Chẩn sát hội (Phòng khám Thơ Ngây) và Ác thủ hội (bắt tay các fan hâm mộ của Thơ Ngây) ở Odaiba, Tokyo. Đồng thời họ cũng quảng bá cho DVD "Thơ Ngây 2". Hơn 3000 người hâm mộ đã tham dự[4].

## Chương trình phát sóng quốc tế

### Phần 1: It Started With A Kiss
Bộ phim Thơ Ngây 1 được TVB Hồng Kông lồng tiếng Quảng Đông và phát sóng trên TVB vào lúc 19:15 từ ngày 1 tháng 7 năm 2006, phát lại vào 13:15 ngày 2 tháng 7 năm 2006.
Bộ phim Thơ Ngây 1 được phát sóng tại Hàn Quốc từ ngày 30 tháng 8 năm 2006. Thơ Ngây 1 này tiếp tục được kênh SBS của Hàn Quốc phát sóng vào lúc 23:10 từ ngày 5 tháng 1 năm 2007.
Kế đó, bộ phim còn được phát sóng trên ABS-CBN ở Philippines vào nửa cuối năm 2006, các nhân vật được đổi tên thành: Giang Trực Thụ thành Michael và Viên Tương Cầm thành Jeannie. Bộ phim Thơ Ngây 1 được phát sóng lại ở Philippines vào năm 2007, tiếp theo là phần tiếp theo của nó (Thơ Ngây 2). Sau đó nó được chiếu lại trên mạng chị em Studio 23 của Philippines. Nhưng vào năm 2012, bộ phim Thơ Ngây 1 đã được phát sóng lại tại Philippines bởi mạng đối thủ GMA Network, khởi chiếu vào ngày 20 tháng 2 năm 2012. Đối với lần phát sóng này, Giang Trực Thụ là Joseph Jiang (lấy chữ Joe trong tên Joe Chang của Trịnh Nguyên Sướng ghép vào) và Viên Tương Cầm đã lấy tên Arianne Yuan (lấy chữ Ari trong tên Ariel Lin của Lâm Y Thần ghép vào).
Tại Nhật Bản, bộ phim Thơ Ngây 1 được phát sóng vào lúc 23:00 trên BS-TBS, Chiba TV và SUN TV từ ngày 5 tháng 10 năm 2006, các nhân vật được đổi tên thành giống như tên nhân vật truyện tranh Nhật Bản gốc. Bộ phim Thơ Ngây 1 này sau đó được phát sóng vào lúc 20:00 trên Tokyo MX của Nhật Bản từ ngày 8 tháng 10 năm 2007 và được phát sóng vào lúc 1:49 trên Chukyo TV của Nhật Bản từ ngày 8 tháng 10 năm 2007.
Thơ Ngây 1 này cũng được phát sóng trên Truyền hình KIKU của Hawaii vào Thứ bảy hàng tuần vào lúc 6:00 cuối năm 2006.
Tại Trung Quốc, bộ phim Thơ Ngây 1 được phát sóng vào lúc 21:00 trên China Entertainment Television (CETV) từ ngày 1 tháng 1 năm 2007. Bộ phim Thơ Ngây 1 tiếp tục được phát lại trên Hunan Television của Trung Quốc vào lúc 22:00 đến 0:00 từ ngày 18 tháng 6 năm 2012 đến ngày 13 tháng 7 năm 2010
Tại Thái Lan, bộ phim Thơ Ngây 1 được phát sóng trên Kênh 3 từ thứ Sáu đến thứ Bảy từ 22:30 đến 23:50, từ ngày 22 tháng 3 năm 2008 đến ngày 13 tháng 6 năm 2008 và phát lại vào Thứ Sáu đến Chủ Nhật vào lúc 01:30 a.m và vào lúc 02:15 a.m, bắt đầu từ ngày 11 tháng 9 năm 2015.
Bộ phim Thơ Ngây 1 tiếp tục được phát lại trên GTV của Đài Loan vào lúc 20:30 đến 22:00 từ ngày 1 tháng 9 năm 2013 đến ngày 23 tháng 3 năm 2014 (bản gốc 90 phút/tập). Bộ phim Thơ Ngây 1 này một lần nữa được phát lại trên GTV của Đài Loan vào lúc 20:00 đến 21:00 từ ngày 22 tháng 9 năm 2014 đến ngày 3 tháng 11 năm 2014 (bản 60 phút/tập).

### Phần 2: They Kiss Again
Bộ phim Thơ Ngây 2 được TVB Hồng Kông lồng tiếng Quảng Đông và phát sóng trên TVB vào lúc 19:30 từ tháng 12 năm 2007, phát lại vào lúc 19:30 đến 21:05 từ ngày 11 tháng 5 năm 2008 đến 31 tháng 8 năm 2008, phát lại lần nữa vào lúc 10:30 từ ngày 5 tháng 7 năm 2008.
Tại Malaysia, bộ phim Thơ Ngây 2 được phát sóng trên kênh Astro双星 vào lúc 19:30 đến 20:15 từ ngày 2 tháng 7 năm 2008 đến 15 tháng 9 năm 2008.
Bộ phim Thơ Ngây 2 tiếp tục được phát lại ở Đài Loan vào lúc 22:00 đến 23:00 từ ngày 10 tháng 7 năm 2008 đến ngày 27 tháng 8 năm 2008 (bản gốc 90 phút/tập).
Tại Singapore, bộ phim Thơ Ngây 2 được phát sóng trên kênh Hub E City vào lúc 19:00 đến 21:00 từ ngày 19 tháng 7 năm 2008 đến 8 tháng 11 năm 2008.
Tại Trung Quốc, bộ phim Thơ Ngây 2 được phát sóng trên Hunan Television vào lúc 22:00 đến 0:00 từ ngày 28 tháng 1 năm 2009 đến ngày 10 tháng 2 năm 2009.
Tại Nhật Bản, bộ phim Thơ Ngây 2 được phát sóng trên Kyoto Broadcasting System (KBS京都) vào lúc 23:00 đến 23:54 từ ngày 12 tháng 5 năm 2009 đến ngày 22 tháng 12 năm 2009.

## Giải thưởng
| Năm  | Lễ trao giải            | Hạng mục                                                   | Kết quả   |
| ---- | ----------------------- | ---------------------------------------------------------- | --------- |
| 2008 | 43rd Golden Bell Awards | Nữ diễn viên chính xuất sắc nhất - Lâm Y Thần (Thơ ngây 2) | Đoạt giải |